# Melodifestivalen 2024
Melodifestivalen 2024 — 64-й випуск шведського музичного конкурсу Melodifestivalen, організований Sveriges Television (SVT), що проходив протягом шести тижнів з 3 лютого до 9 березня 2024 року. Переможцями Melodifestivalen 2024 стали Marcus & Martinus з піснею «Unforgettable», які представляли Швецію на Пісенному конкурсі Євробачення 2024, де посіли 9 місце. Ведучими шоу стали Каріна Берг та Бйорн Густафссон.

## Формат
Melodifestivalen 2024 відбувся в рамках шести щотижневих шоу в шести містах Швеції. 12 січня 2023 року ведучою конкурсу була оголошена Каріна Берг, а пізніше її напарником оголосили Бйорна Густафссона.
29 червня 2023 року були оголошені зміни у форматі шоу. Загалом у конкурсі взяли участь 30 пісень (на дві більше, ніж у попередніх випусках) у п'яти півфіналах. Кожен півфінал містив шість пісень, з яких дві найкращі потрапляли до фіналу, а пісні, які посіли третє та четверте місця — до фінального кваліфікаційного раунду, який замінив раунд другого шансу. Дві найкращі пісні у фінальній кваліфікації проходили до фіналу, який у підсумку складався з 12 пісень. Переможець Melodifestivalen визначався звичною комбінацією 50/50 голосів глядачів і міжнародного журі.

### Місця проведення
- Півфінал 1 —Мальме, Мальме-Арена (3 лютого 2024)[6],
- Півфінал 2 — Гетеборг, Скандинавіум (10 лютого 2023)[6],
- Півфінал 3 — Векше, Віда Арена[en] (17 лютого 2023)[6],
- Півфінал 4 — Ескільстуна, Stiga Sports Arena[en] (24 лютого 2023)[6],
- Півфінал 5 — Карлстад, Лефбергс Арена[en](2 березня 2023)[6],
- Фінал — Стокгольм, Френдз-Арена (9 березня 2023)[6].

## Учасники
Вікно для подання конкурсних робіт було відкритим з 25 серпня до 15 вересня 2023 року. Після завершення періоду подання SVT оголосив, що загалом надійшли 2624 заявки, з яких професійне журі під головуванням продюсерки Карін Гуннарссон відібрало 15 конкурсних робіт, а другий набір із 15 конкурсантів був обраний спеціальною радою SVT як з отриманих матеріалів, так і шляхом прямого запрошення виконавців. Відібрані роботи були оголошені 1 грудня 2023 року.
| №  | Учасник            | Пісня                                | №  | Учасник           | Пісня                 |
| -- | ------------------ | ------------------------------------ | -- | ----------------- | --------------------- |
| 1  | Адам Вудс          | «Supernatural»                       | 16 | Jacqline          | «Effortless»          |
| 2  | Альбін Тінгволл    | «Done Getting Over You»              | 17 | Джей Сміт         | «Back to My Roots»    |
| 3  | Анніка Вікігальдер | «Light»                              | 18 | Кім Цесаріон      | «Take My Breath Away» |
| 4  | Cazzi Opeia        | «Give My Heart a Break»              | 19 | Klaudy            | «För dig»             |
| 5  | Челсі Муко         | «Controlla»                          | 20 | Лассе Стефанц     | «En sång om sommaren» |
| 6  | C-Joe              | «Ahumma»                             | 21 | Ліа Ларссон       | «30 km/h»             |
| 7  | Клара Клінгенстрем | «Aldrig mer»                         | 22 | Liamoo            | «Dragon»              |
| 8  | Денні Сауседо      | «Happy That You Found Me»            | 23 | Ліза Аякс         | «Awful Liar»          |
| 9  | Dear Sara          | «The Silence After You»              | 24 | Marcus & Martinus | «Unforgettable»       |
| 10 | Dotter             | «It's Not Easy to Write a Love Song» | 25 | Марія Сур         | «When I'm Gone»       |
| 11 | Elecktra           | «Banne maj»                          | 26 | Medina            | «Que Sera»            |
| 12 | Еліза Ліндстрем    | «Forever Yours»                      | 27 | Меліна Борглов    | «Min melodi»          |
| 13 | Engmans Kapell     | «Norrland»                           | 28 | Samir & Viktor    | «Hela världen väntar» |
| 14 | Fröken Snusk       | «Unga & fria»                        | 29 | Scarlet           | «Circus X»            |
| 15 | Гунілла Перссон    | «I Won't Shake (La La Gunilla)»      | 30 | Smash Into Pieces | «Heroes Are Calling»  |

## Півфінал 1

### Результати
Перший півфінал відбувся 3 лютого 2024 року на Malmö Arena у Мальме. У прямому ефірі за шоу спостерігали 3 281 130 глядачів. Загалом було віддано 7 337 419 голосів із використанням 460 794 пристроїв та зібрано 230 707 шведських крон.
     фінал      фінальна кваліфікація
| № | Учасник           | Пісня                 | Раунд 1   | Раунд 1 | Раунд 2 | Раунд 2 | Раунд 2 | Результат    |
| № | Учасник           | Пісня                 | Голоси    | Місце   | Голоси  | Бали    | Місце   | Результат    |
| - | ----------------- | --------------------- | --------- | ------- | ------- | ------- | ------- | ------------ |
| 1 | Адам Вудс         | «Supernatural»        | 897 010   | 3       | 479 236 | 66      | 3       | Фін. кваліф. |
| 2 | Samir & Viktor    | «Hela världen väntar» | 805 045   | 4       | 401 125 | 57      | 4       | Вибули       |
| 3 | Меліна Борглов    | «Min melodi»          | 441 839   | 6       | 169 677 | 26      | 5       | Вибула       |
| 4 | Еліза Ліндстрем   | «Forever Yours»       | 757 042   | 5       | 342 421 | 69      | 2       | Фін. кваліф. |
| 5 | Ліза Аякс         | «Awful Liar»          | 1 146 470 | 2       | 610 447 | 86      | 1       | Фінал        |
| 6 | Smash Into Pieces | «Heroes Are Calling»  | 1 287 107 | 1       | –       | –       | –       | Фінал        |

| Пісня                 | Вікова група | Вікова група | Вікова група | Вікова група | Вікова група | Вікова група | Вікова група | СМС |
| Пісня                 | 3-9          | 10-15        | 16-29        | 30-44        | 45-59        | 60-74        | 75+          | СМС |
| --------------------- | ------------ | ------------ | ------------ | ------------ | ------------ | ------------ | ------------ | --- |
| «Supernatural»        | 12           | 10           | 10           | 10           | 8            | 8            | 5            | 3   |
| «Hela världen väntar» | 10           | 8            | 8            | 5            | 5            | 5            | 8            | 8   |
| «Min melodi»          | 3            | 3            | 3            | 3            | 3            | 3            | 3            | 5   |
| «Forever Yours»       | 5            | 5            | 5            | 8            | 10           | 12           | 12           | 12  |
| «Awful Liar»          | 8            | 12           | 12           | 12           | 12           | 10           | 10           | 10  |

### Галерея

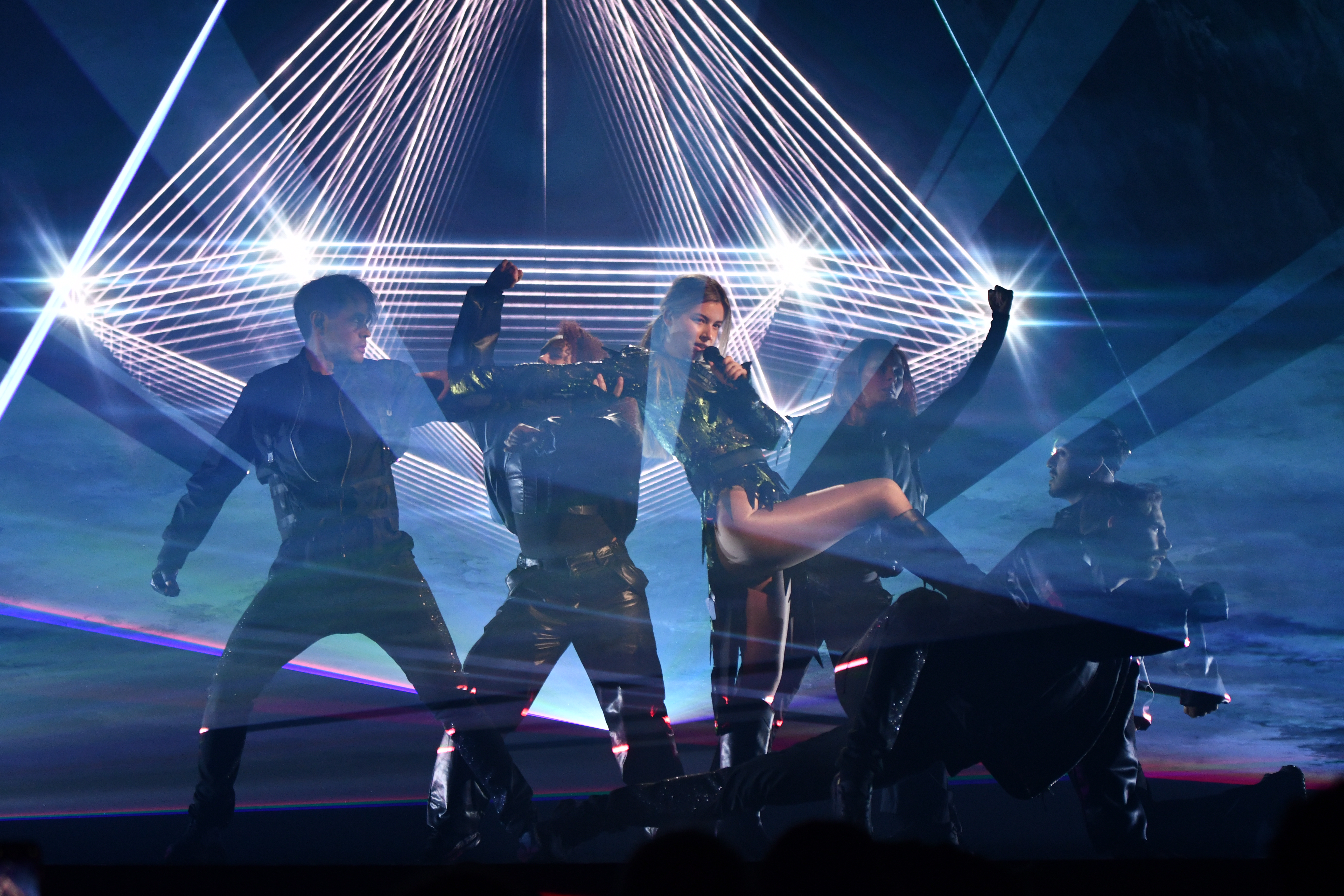
Марія Сур
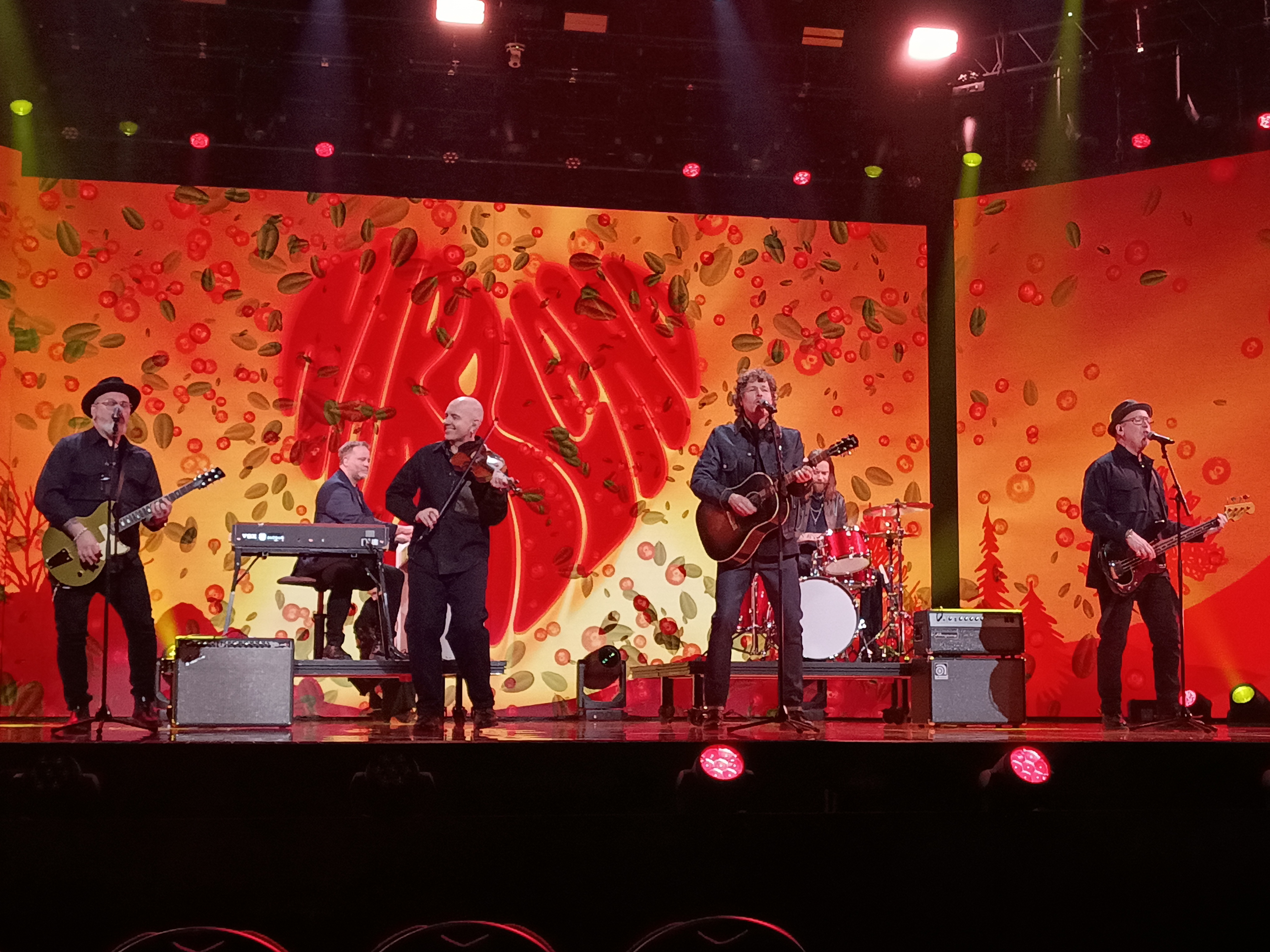
Engmans Kapell
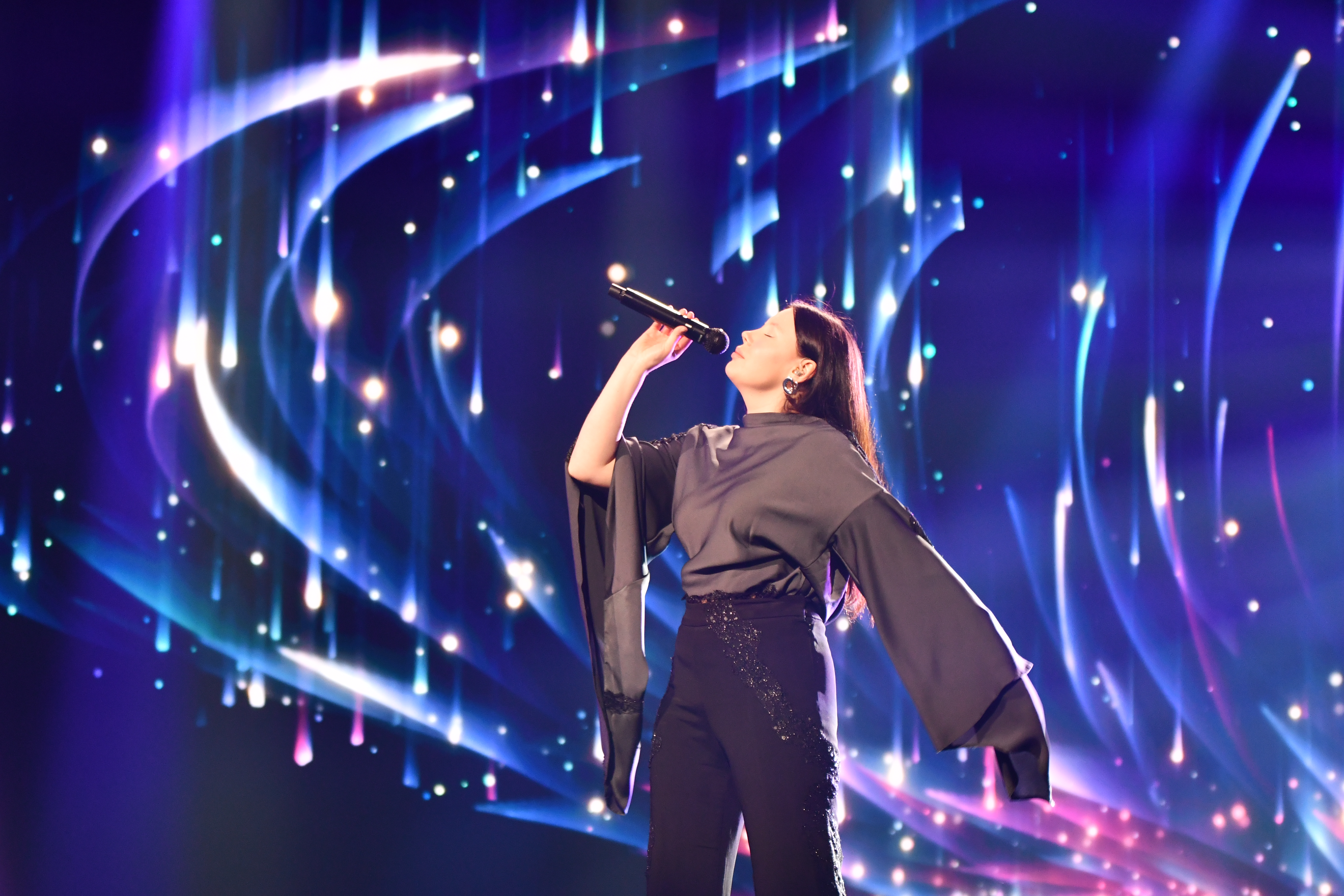
Dear Sara
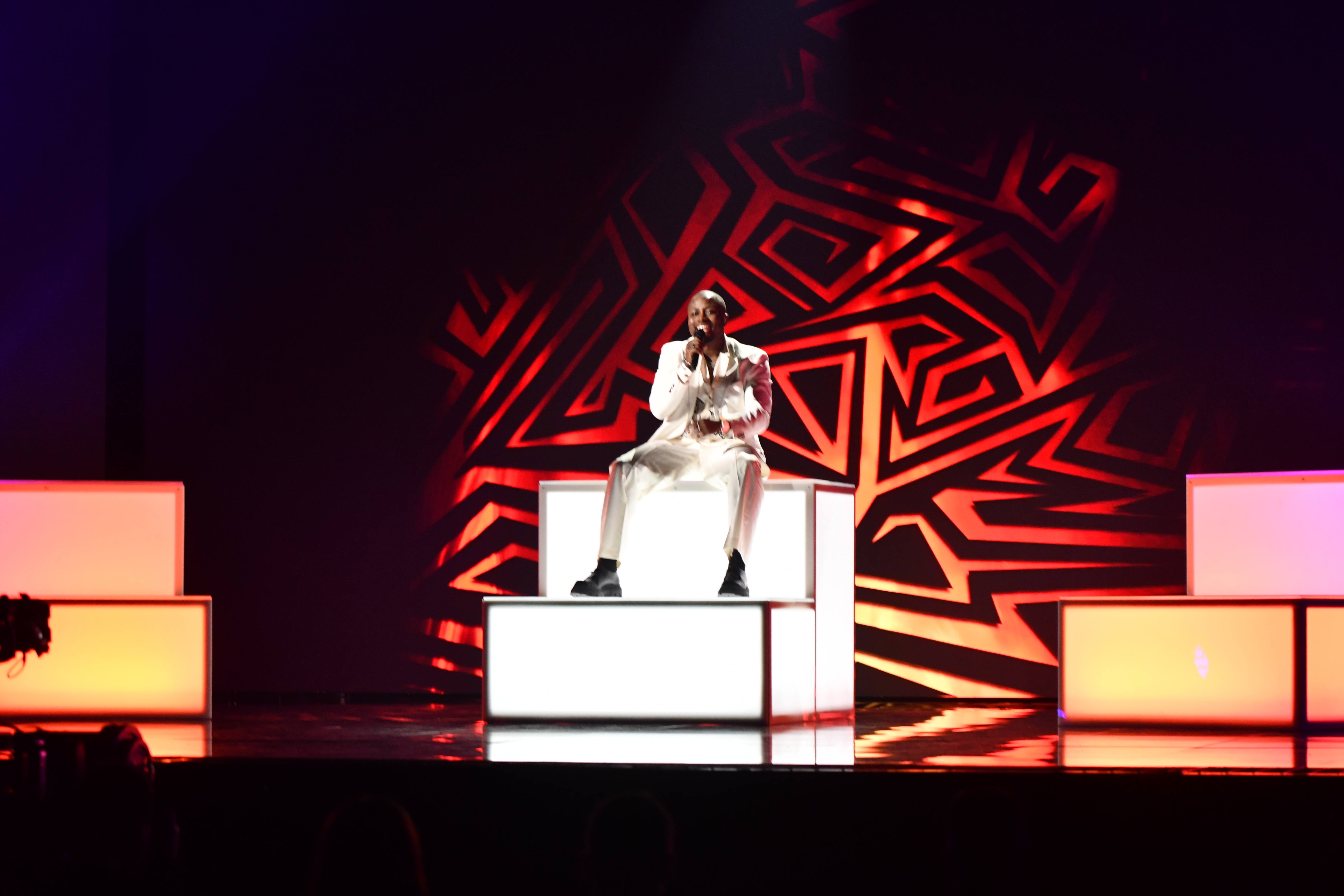
C-Joe
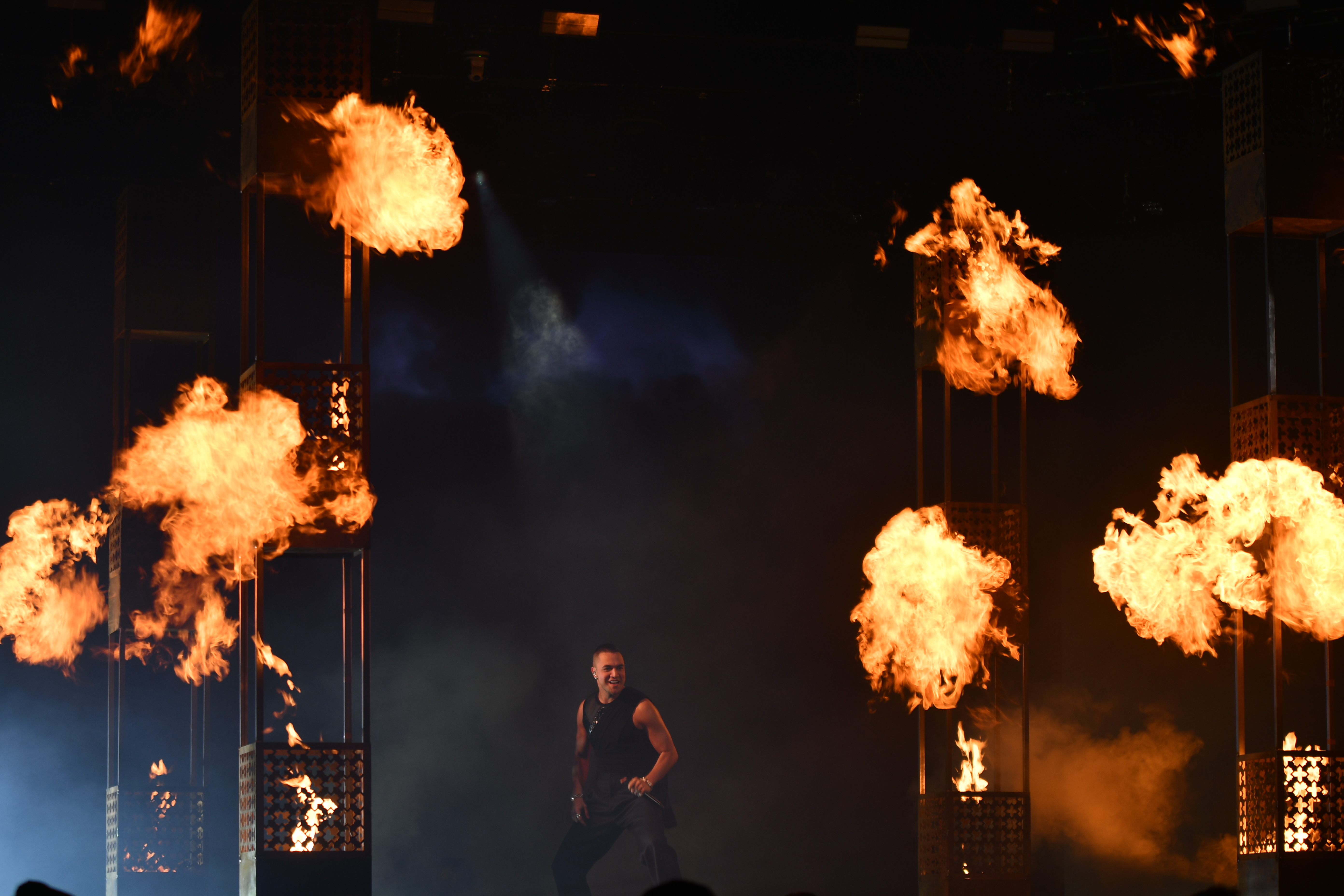
Liamoo
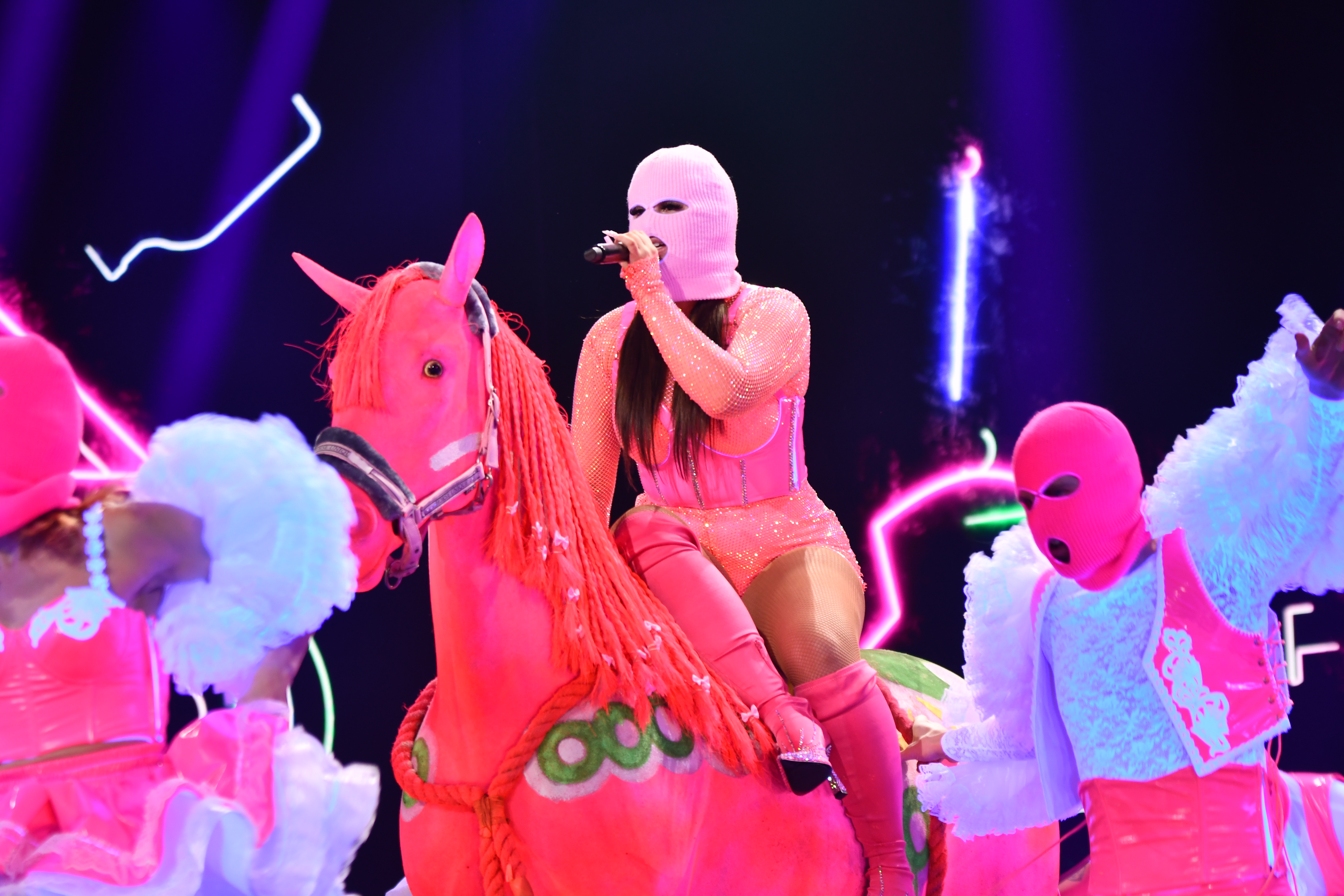
Fröken Snusk

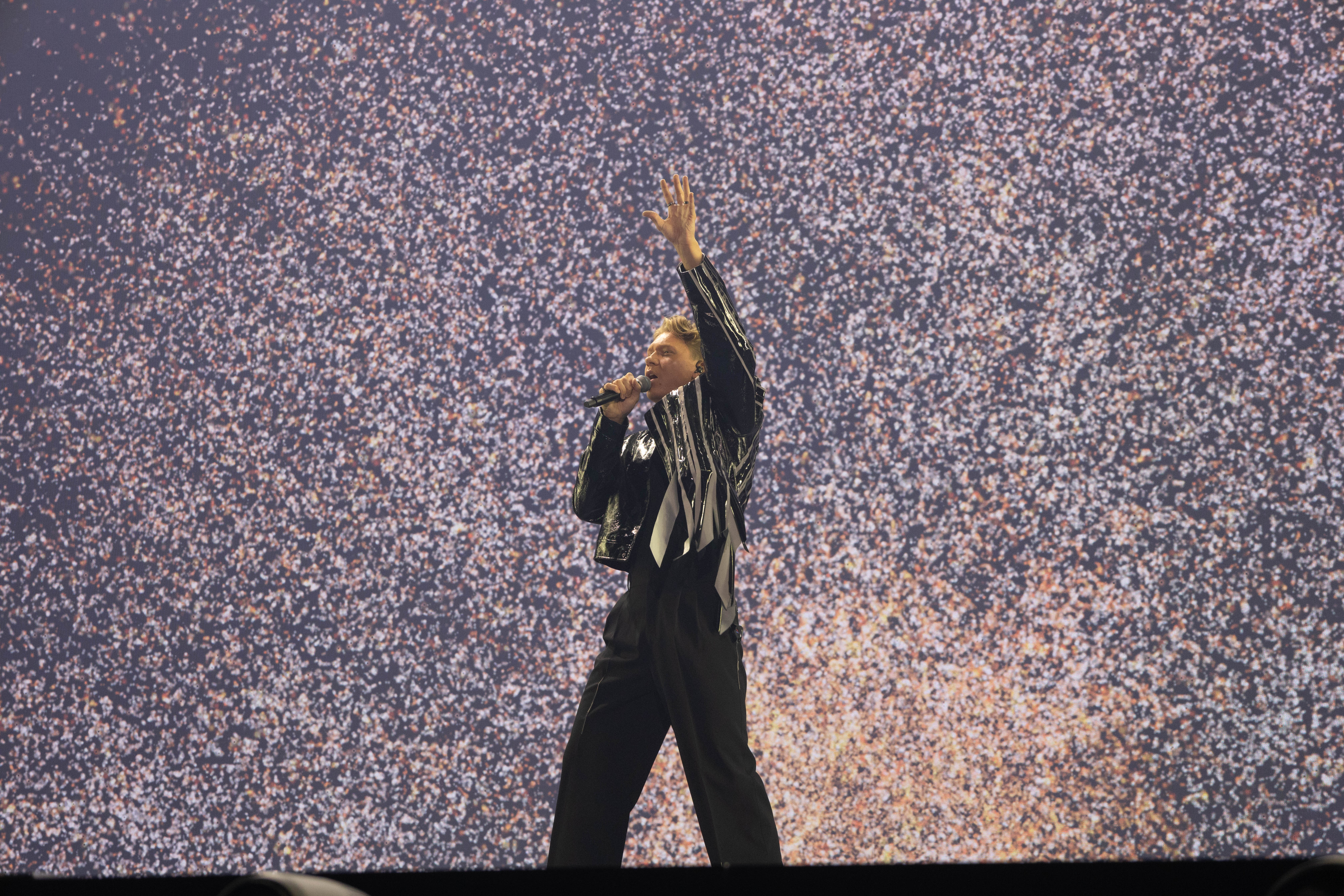
Адам Вудс
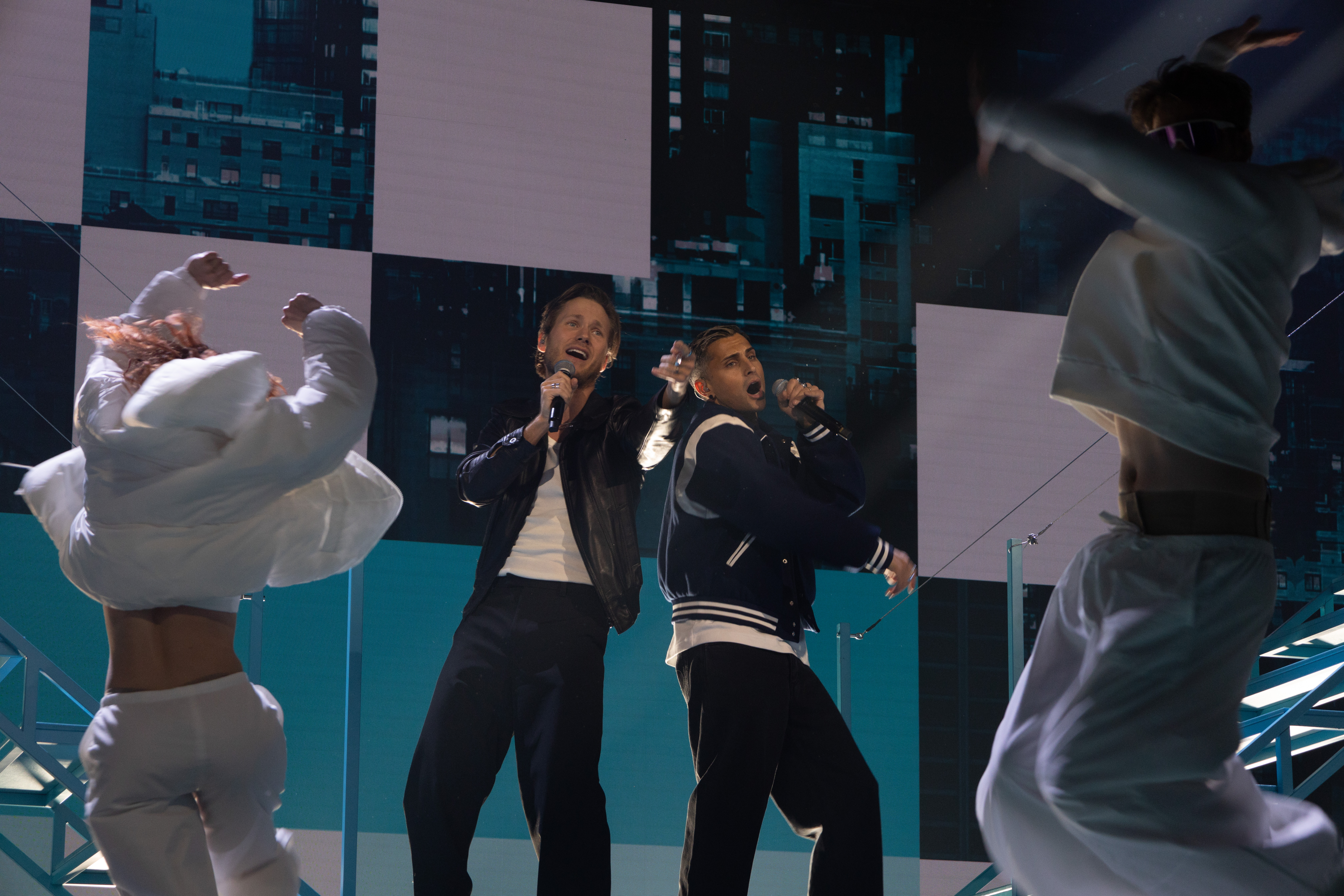
Samir & Viktor
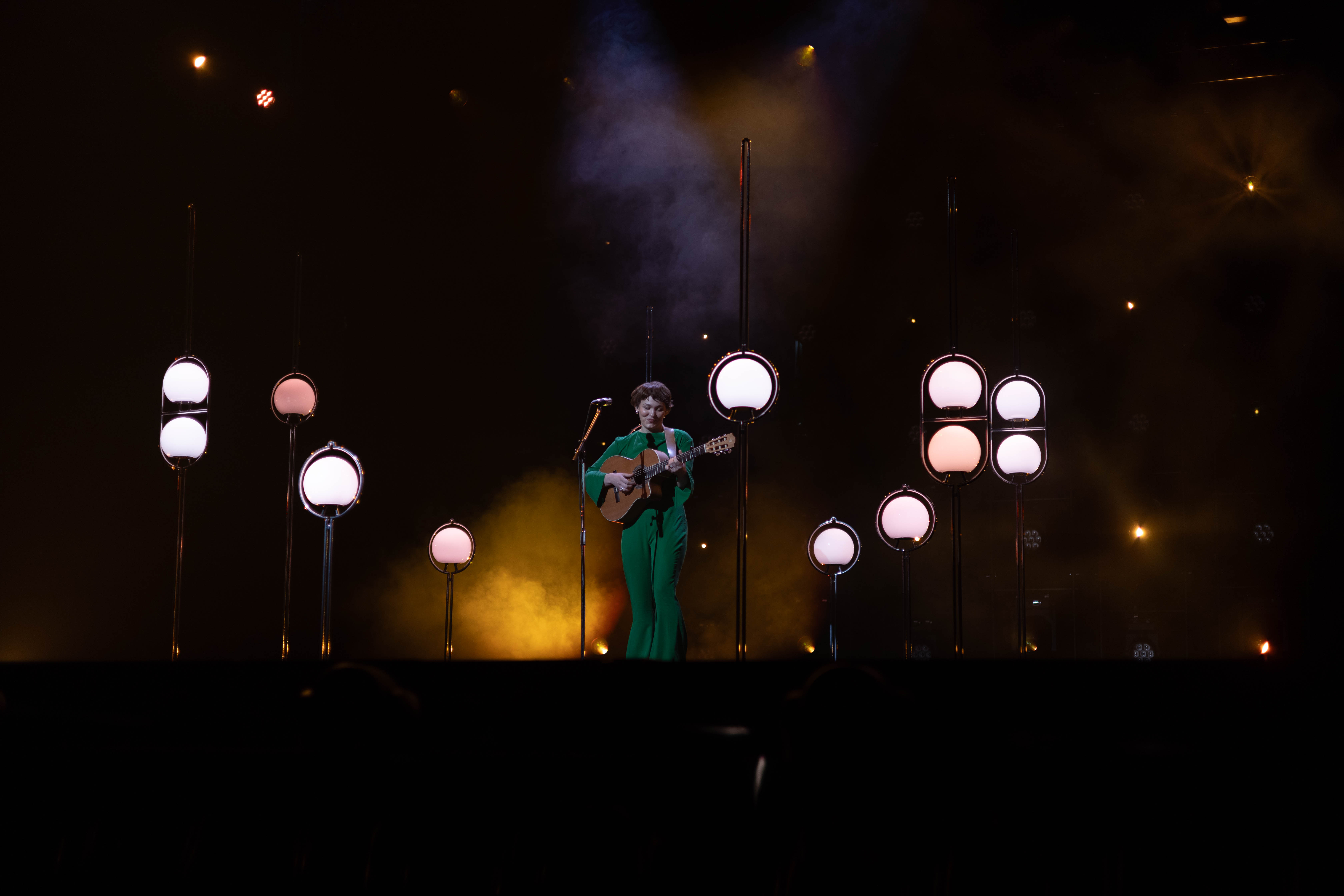
Меліна Борглов
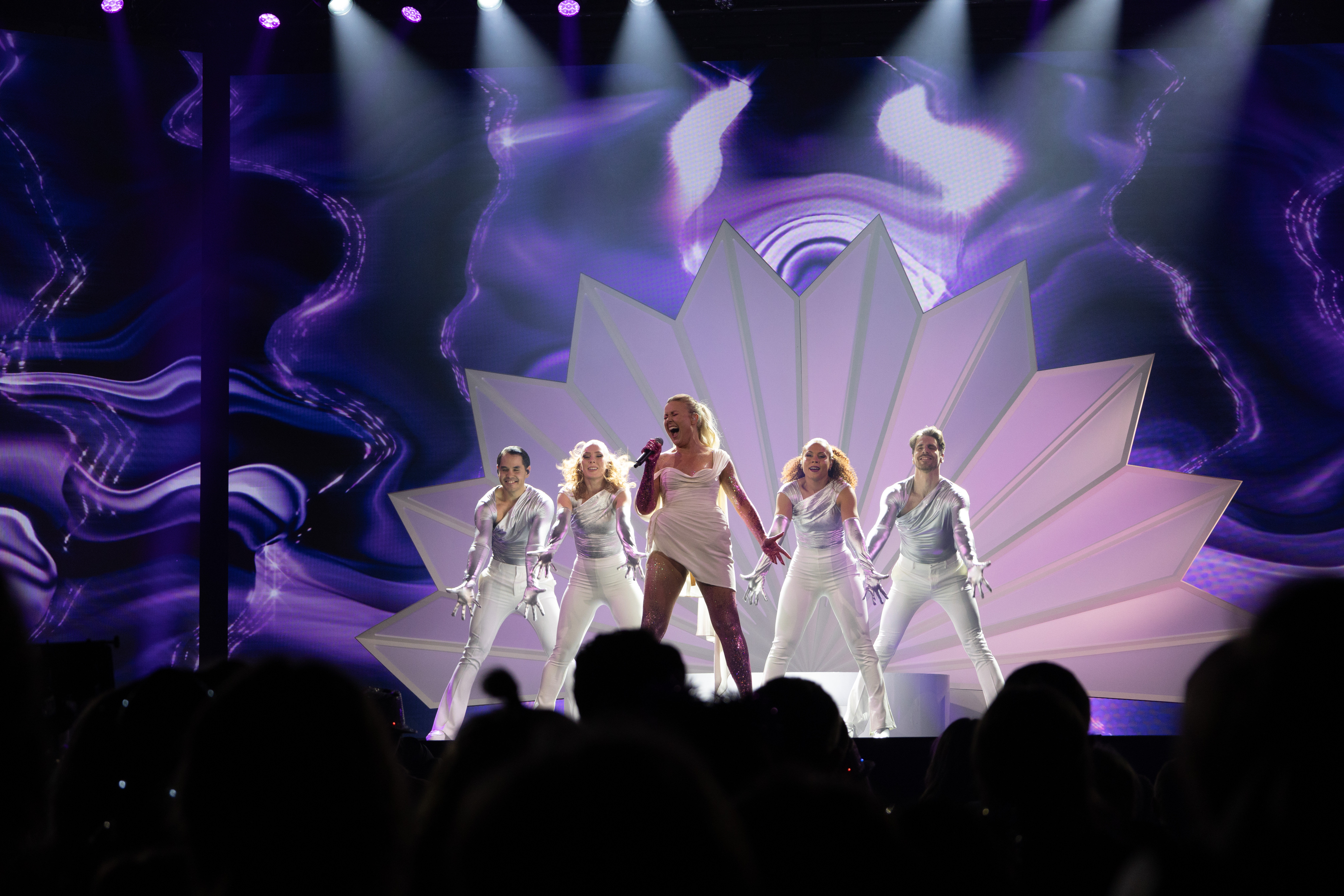
Еліза Ліндстрем
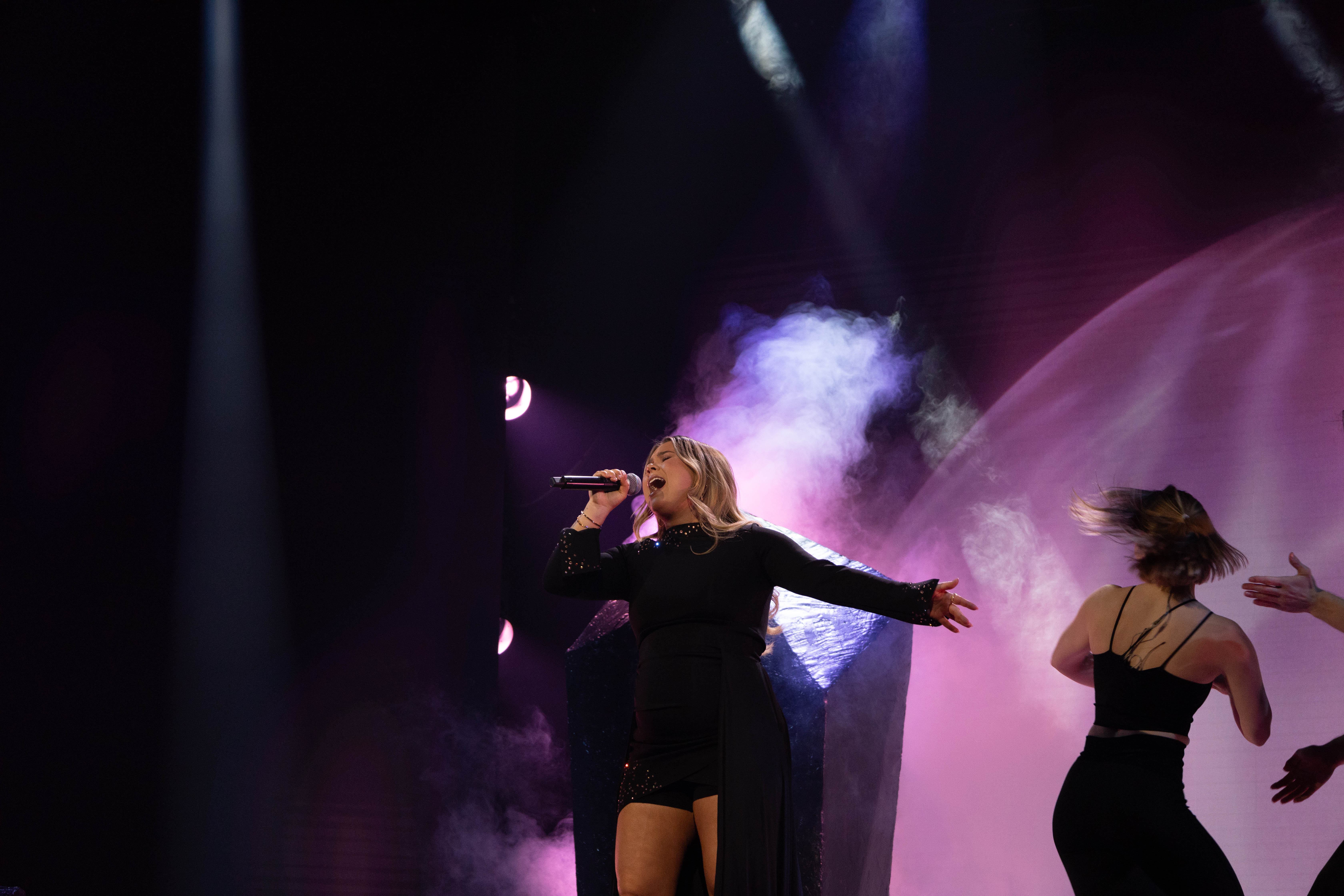
Ліза Аякс
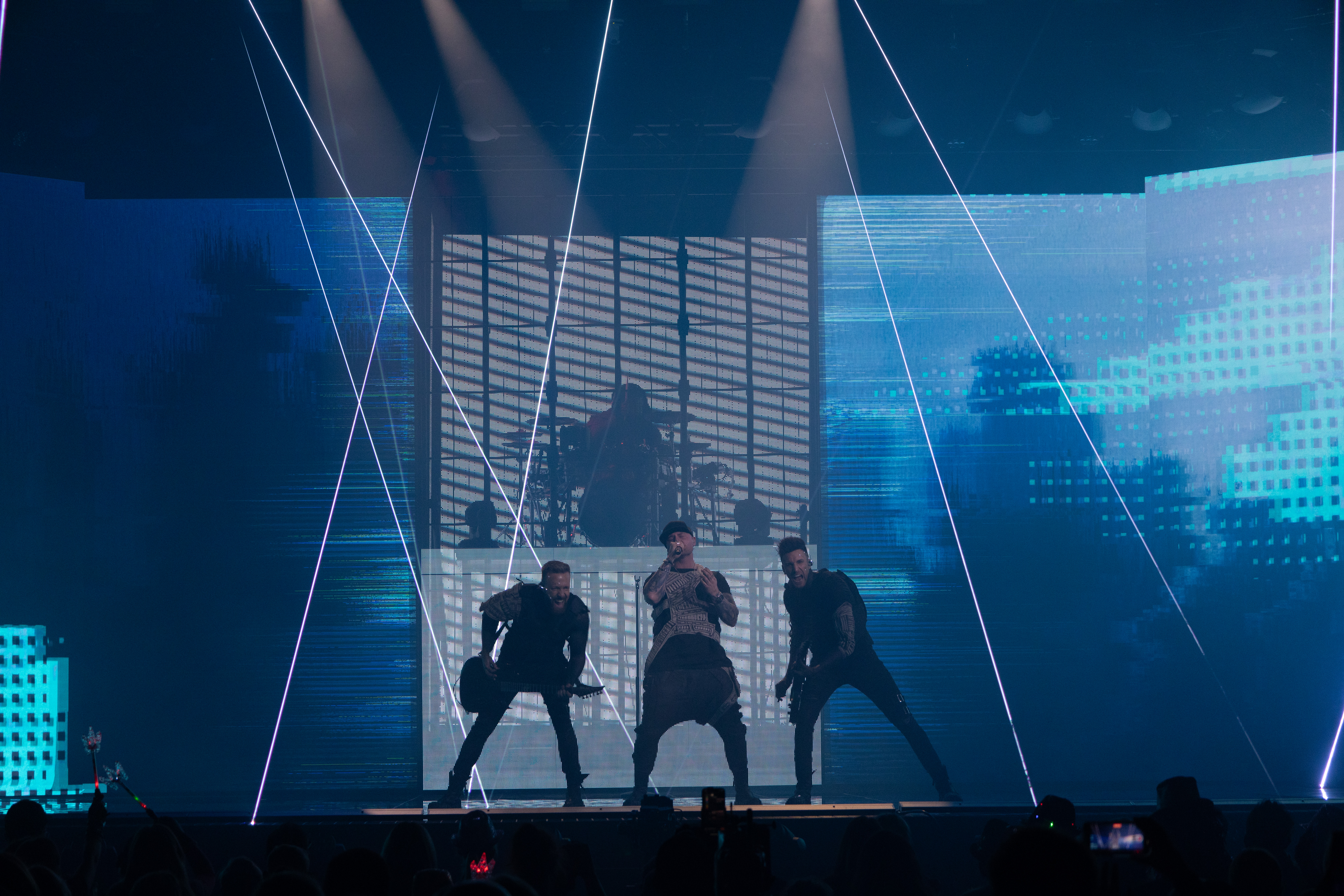
Smash Into Pieces

## Півфінал 2

### Результати
Другий півфінал відбувся 10 лютого 2024 року на стадіоні Скандинавіум у Гетеборзі. У прямому ефірі за шоу спостерігали 3 221 292 глядачі. Загалом було віддано 10 239 205 голосів за допомогою 589 162 пристроїв та зібрано 418 604 шведських крон.
     фінал      фінальна кваліфікація
| № | Учасник        | Пісня                   | Раунд 1   | Раунд 1 | Раунд 2 | Раунд 2 | Раунд 2 | Результат    |
| № | Учасник        | Пісня                   | Голоси    | Місце   | Голоси  | Бали    | Місце   | Результат    |
| - | -------------- | ----------------------- | --------- | ------- | ------- | ------- | ------- | ------------ |
| 1 | Марія Сур      | «When I'm Gone»         | 1 463 057 | 2       | 927 690 | 94      | 1       | Фінал        |
| 2 | Engmans Kapell | «Norrland»              | 679 574   | 6       | 281 283 | 38      | 5       | Вибули       |
| 3 | Dear Sara      | «The Silence After You» | 1 110 711 | 4       | 607 351 | 61      | 2       | Фін. кваліф. |
| 4 | C-Joe          | «Ahumma»                | 1 080 133 | 5       | 556 581 | 53      | 4       | Вибув        |
| 5 | Liamoo         | «Dragon»                | 1 677 964 | 1       | –       | –       | –       | Фінал        |
| 6 | Fröken Snusk   | «Unga & fria»           | 1 159 654 | 3       | 695 207 | 58      | 3       | Фін. кваліф. |

| Пісня                   | Вікова група | Вікова група | Вікова група | Вікова група | Вікова група | Вікова група | Вікова група | СМС |
| Пісня                   | 3-9          | 10-15        | 16-29        | 30-44        | 45-59        | 60-74        | 75+          | СМС |
| ----------------------- | ------------ | ------------ | ------------ | ------------ | ------------ | ------------ | ------------ | --- |
| «When I'm Gone»         | 12           | 12           | 10           | 12           | 12           | 12           | 12           | 12  |
| «Norrland»              | 3            | 3            | 3            | 3            | 3            | 5            | 8            | 10  |
| «The Silence After You» | 5            | 5            | 5            | 8            | 10           | 10           | 10           | 8   |
| «Ahumma»                | 8            | 8            | 8            | 5            | 8            | 8            | 5            | 3   |
| «Unga & fria»           | 10           | 10           | 12           | 10           | 5            | 3            | 3            | 5   |

### Галерея
- Марія Сур
- Engmans Kapell
- Dear Sara
- C-Joe
- Liamoo
- Fröken Snusk

## Півфінал 3

### Результати
Третій півфінал відбувся 17 лютого 2024 року на Віда Арені у Векше. За шоу в прямому ефірі спостерігали 3 189 123 глядачі. Загалом було віддано 9 037 118 голосів за допомогою 567 234 пристроїв, зібрано 413 375 шведських крон.
     фінал      фінальна кваліфікація
| № | Учасник            | Пісня                           | Раунд 1   | Раунд 1 | Раунд 2 | Раунд 2 | Раунд 2 | Результат    |
| № | Учасник            | Пісня                           | Голоси    | Місце   | Голоси  | Бали    | Місце   | Результат    |
| - | ------------------ | ------------------------------- | --------- | ------- | ------- | ------- | ------- | ------------ |
| 1 | Jacqline           | «Effortless»                    | 1 343 304 | 1       | –       | –       | –       | Фінал        |
| 2 | Клара Клінгенстрем | «Aldrig mer»                    | 824 631   | 5       | 381 143 | 52      | 4       | Вибула       |
| 3 | Кім Цесаріон       | «Take My Breath Away»           | 884 738   | 6       | 429 362 | 45      | 5       | Вибув        |
| 4 | Klaudy             | «För dig»                       | 908 310   | 4       | 462 679 | 59      | 2       | Фін. кваліф. |
| 5 | Гунілла Перссон    | «I Won't Shake (La La Gunilla)» | 1 050 416 | 3       | 565 585 | 56      | 3       | Фін. кваліф. |
| 6 | Cazzi Opeia        | «Give My Heart a Break»         | 1 300 644 | 2       | 886 306 | 92      | 1       | Фінал        |

| Пісня                           | Вікова група | Вікова група | Вікова група | Вікова група | Вікова група | Вікова група | Вікова група | СМС |
| Пісня                           | 3-9          | 10-15        | 16-29        | 30-44        | 45-59        | 60-74        | 75+          | СМС |
| ------------------------------- | ------------ | ------------ | ------------ | ------------ | ------------ | ------------ | ------------ | --- |
| «Aldrig mer»                    | 5            | 3            | 3            | 5            | 8            | 10           | 10           | 8   |
| «Take My Breath Away»           | 10           | 8            | 5            | 8            | 5            | 3            | 3            | 3   |
| «För dig»                       | 8            | 5            | 8            | 10           | 10           | 8            | 5            | 5   |
| «I Won't Shake (La La Gunilla)» | 3            | 12           | 12           | 3            | 3            | 5            | 8            | 10  |
| «Give My Heart a Break»         | 12           | 10           | 10           | 12           | 12           | 12           | 12           | 12  |

### Галерея

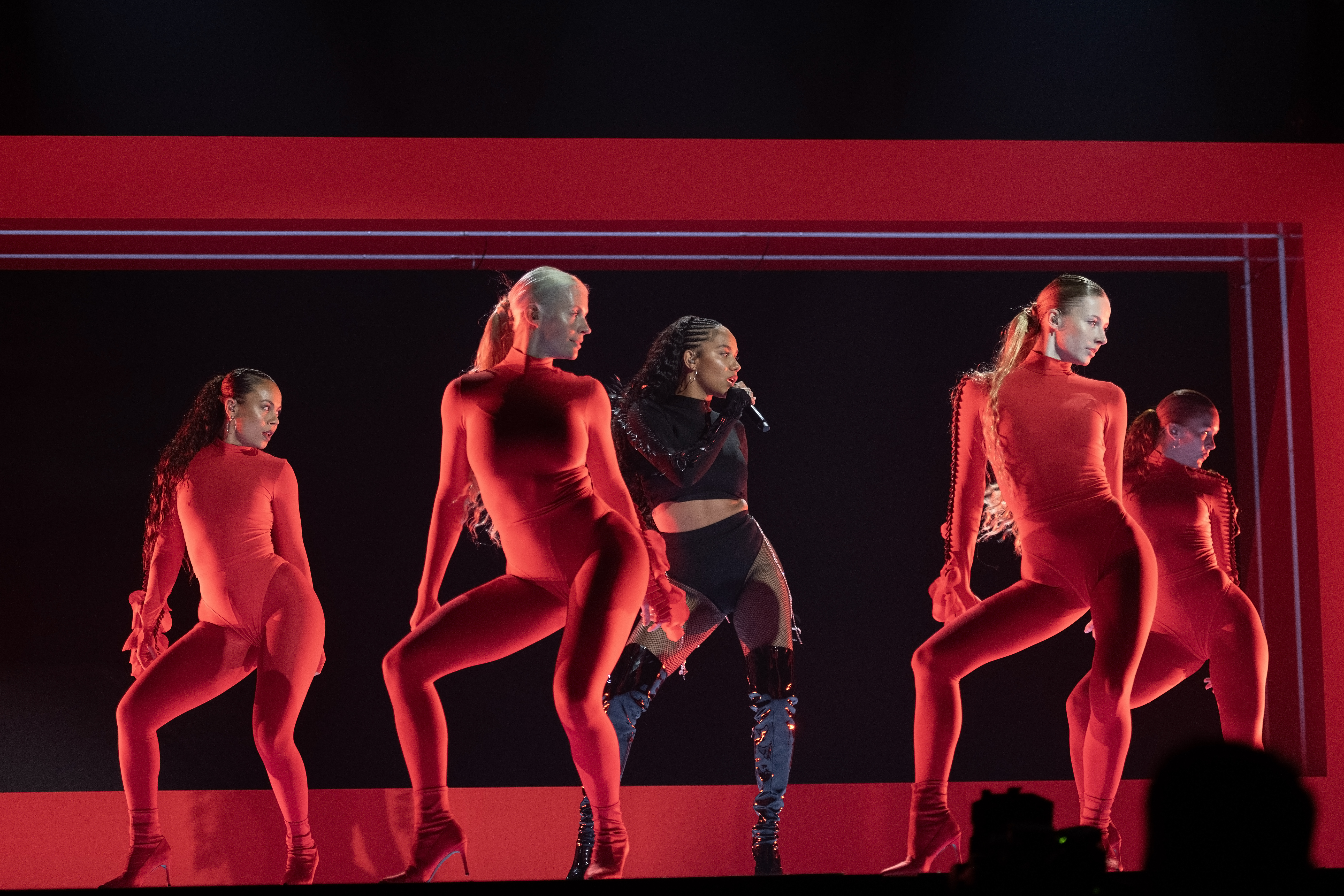
Jacqline
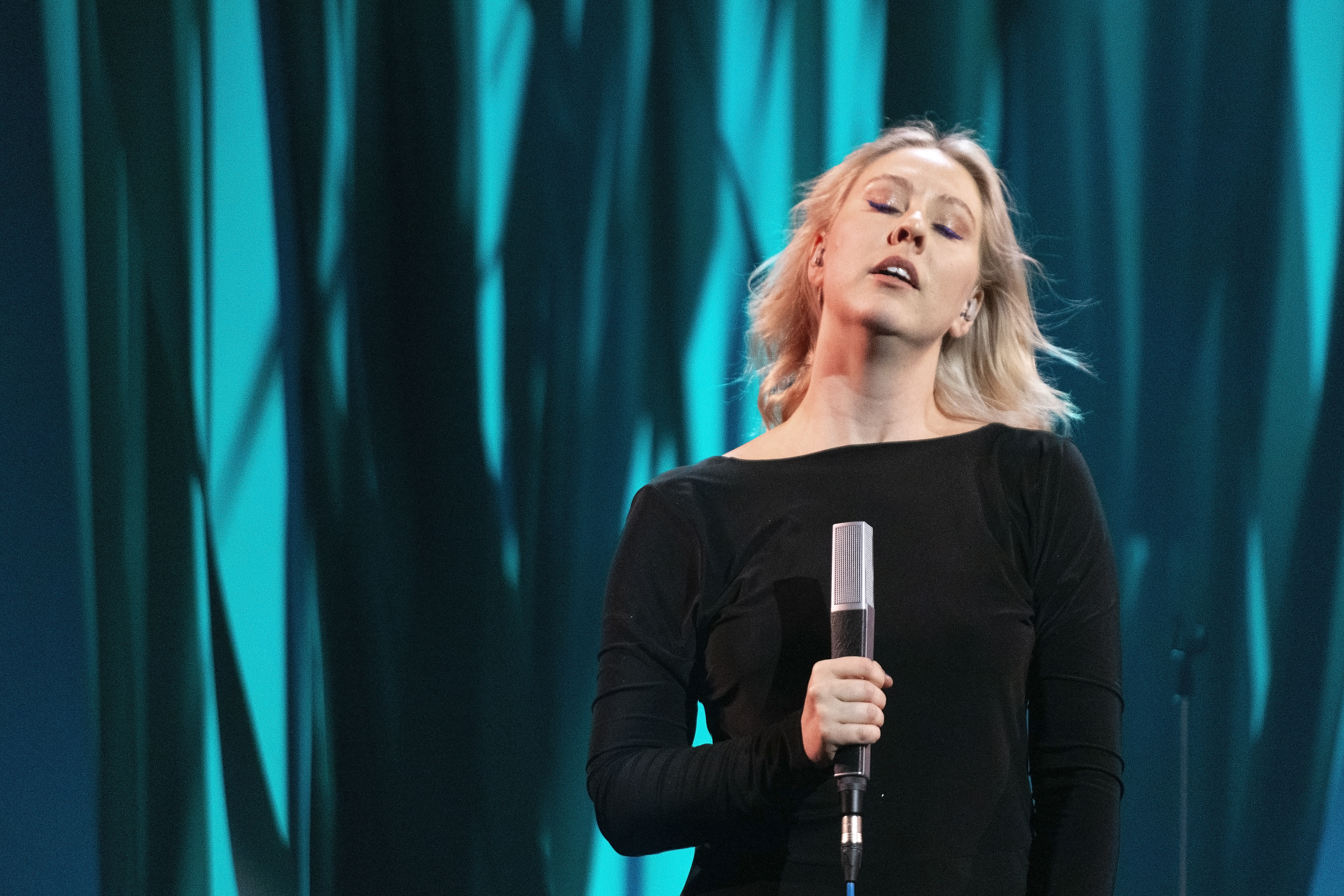
Клара Клінгенстрем
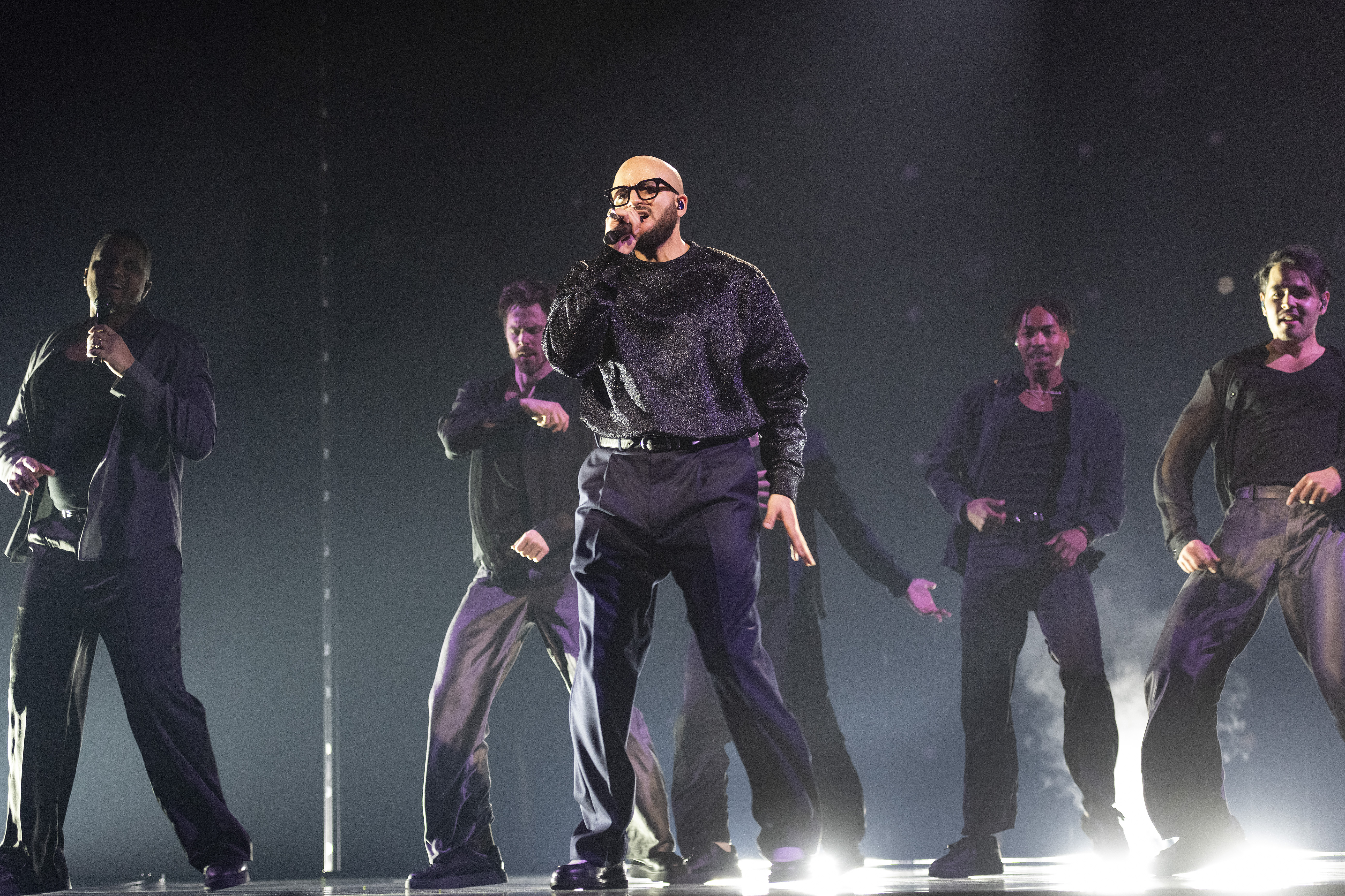
Кім Цесаріон
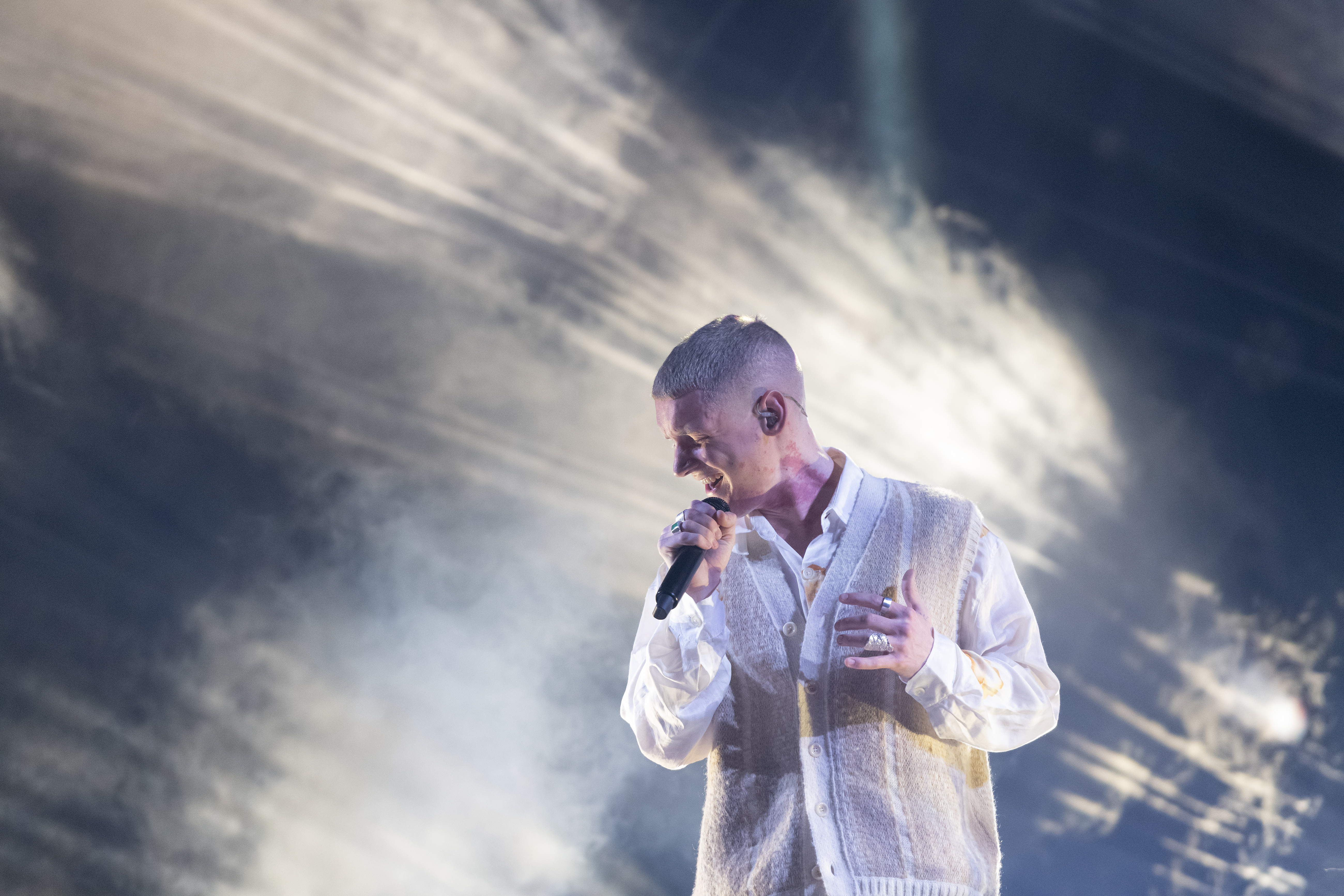
Klaudy
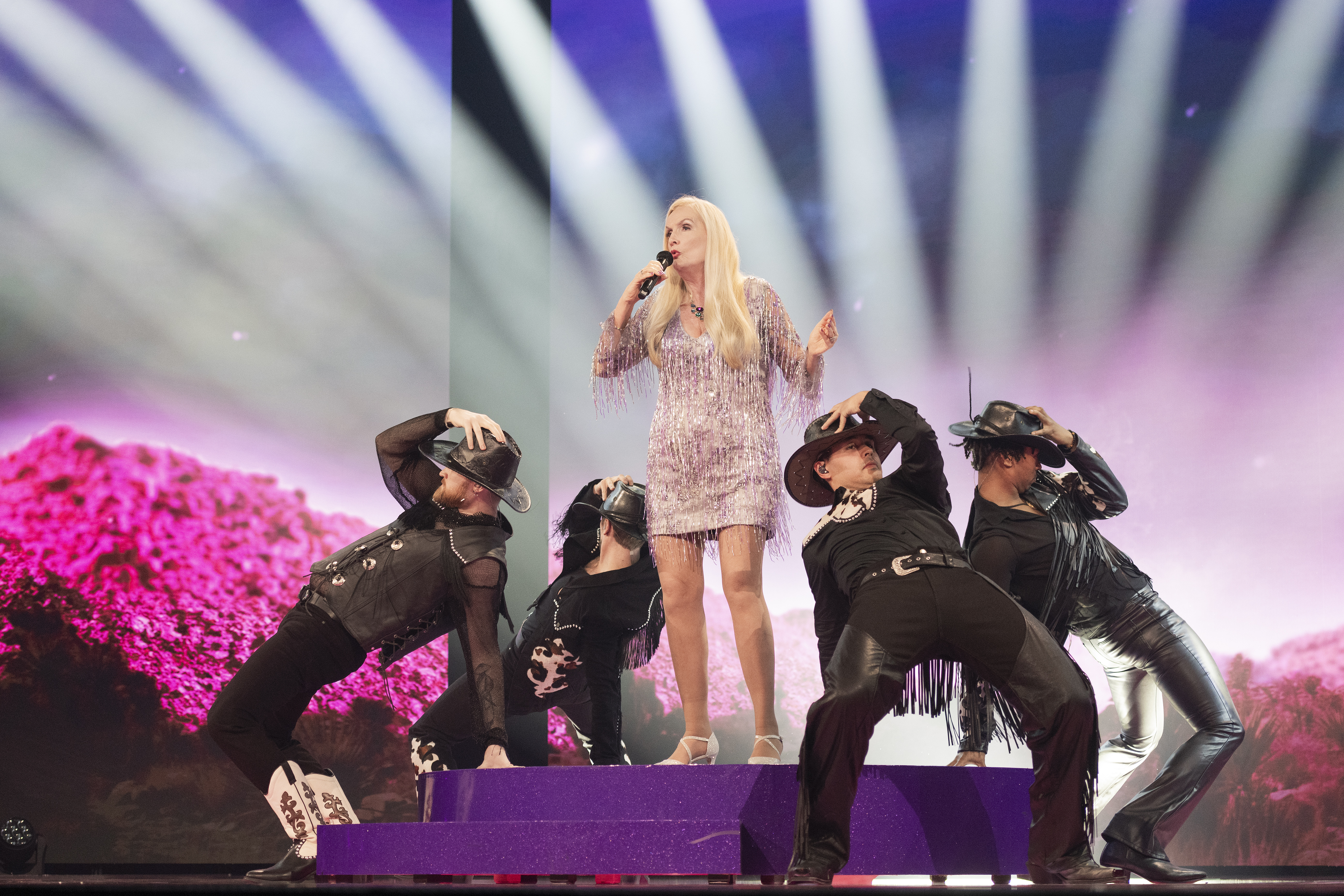
Гунілла Перссон
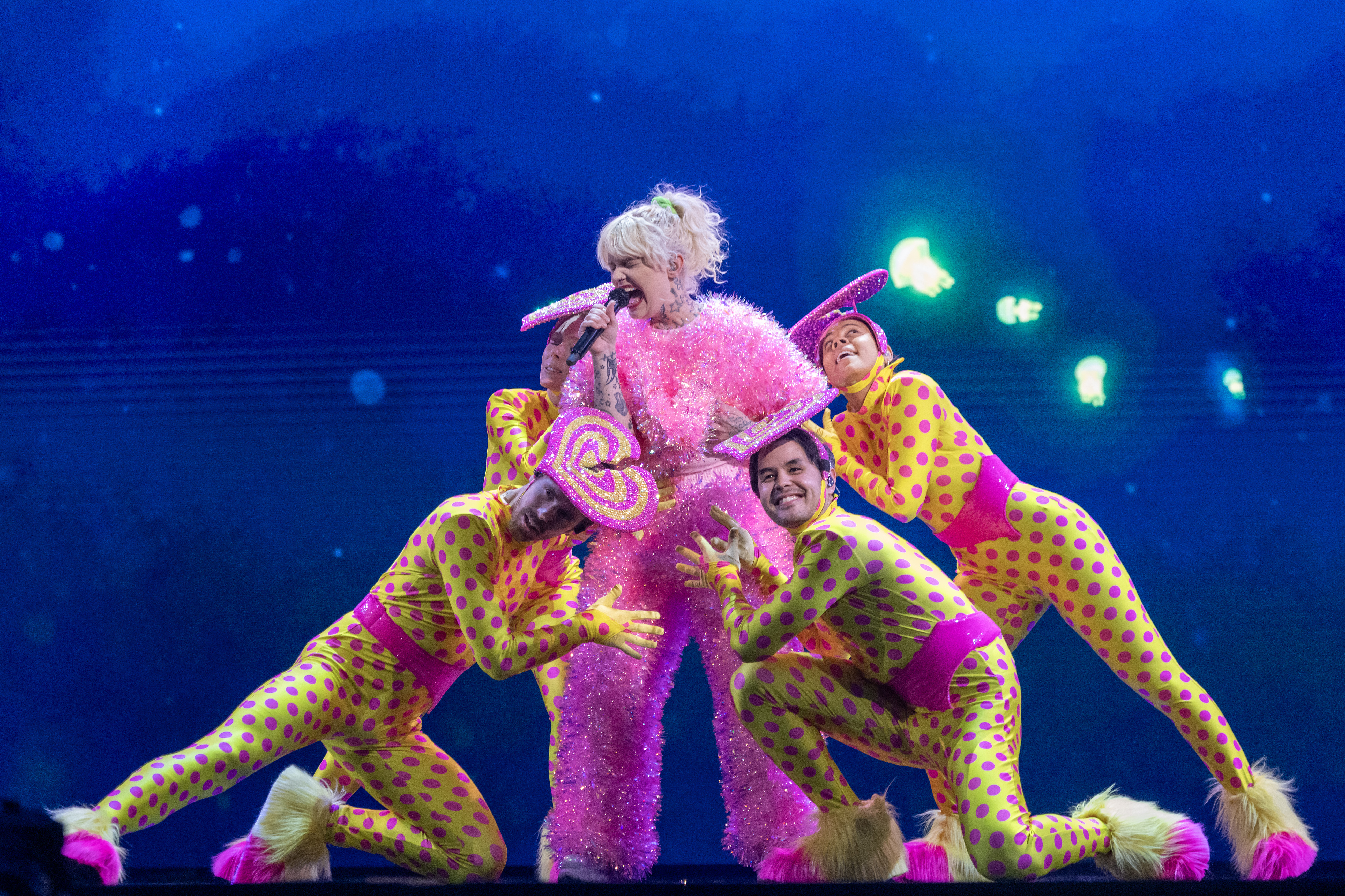
Cazzi Opeia

## Півфінал 4

### Результати
Четвертий півфінал відбувся 24 лютого 2024 року на Stiga Sports Arena в Ескільстуні. За шоу в прямому ефірі спостерігали 3 167 182 глядачі. Загалом було віддано 9 143 540 голосів за допомогою 555 108 пристроїв, зібрано 362 157 шведських крон.
     фінал      фінальна кваліфікація
| № | Учасник         | Пісня                                | Раунд 1   | Раунд 1 | Раунд 2 | Раунд 2 | Раунд 2 | Результат    |
| № | Учасник         | Пісня                                | Голоси    | Місце   | Голоси  | Бали    | Місце   | Результат    |
| - | --------------- | ------------------------------------ | --------- | ------- | ------- | ------- | ------- | ------------ |
| 1 | Альбін Тінгволл | «Done Getting Over You»              | 1 000 678 | 5       | 509 376 | 63      | 2       | Фін. кваліф. |
| 2 | Ліа Ларссон     | «30 km/h»                            | 1 049 671 | 3       | 547 654 | 49      | 4       | Вибула       |
| 3 | Dotter          | «It's Not Easy to Write a Love Song» | 1 258 479 | 2       | 677 671 | 84      | 1       | Фінал        |
| 4 | Scarlet         | «Circus X»                           | 1 014 301 | 4       | 559 235 | 60      | 3       | Фін. кваліф. |
| 5 | Lasse Stefanz   | «En sång om sommaren»                | 789 340   | 6       | 334 002 | 48      | 5       | Вибули       |
| 6 | Денні Сауседо   | «Happy That You Found Me»            | 1 403 133 | 1       | –       | –       | –       | Фінал        |

| Пісня                                | Вікова група | Вікова група | Вікова група | Вікова група | Вікова група | Вікова група | Вікова група | СМС |
| Пісня                                | 3-9          | 10-15        | 16-29        | 30-44        | 45-59        | 60-74        | 75+          | СМС |
| ------------------------------------ | ------------ | ------------ | ------------ | ------------ | ------------ | ------------ | ------------ | --- |
| «Done Getting Over You»              | 5            | 8            | 10           | 5            | 8            | 10           | 12           | 5   |
| «30 km/h»                            | 12           | 10           | 3            | 8            | 5            | 3            | 5            | 3   |
| «It's Not Easy to Write a Love Song» | 8            | 12           | 12           | 10           | 12           | 12           | 10           | 8   |
| «Circus X»                           | 10           | 5            | 5            | 12           | 10           | 5            | 3            | 10  |
| «En sång om sommaren»                | 3            | 3            | 8            | 3            | 3            | 8            | 8            | 12  |

### Галерея

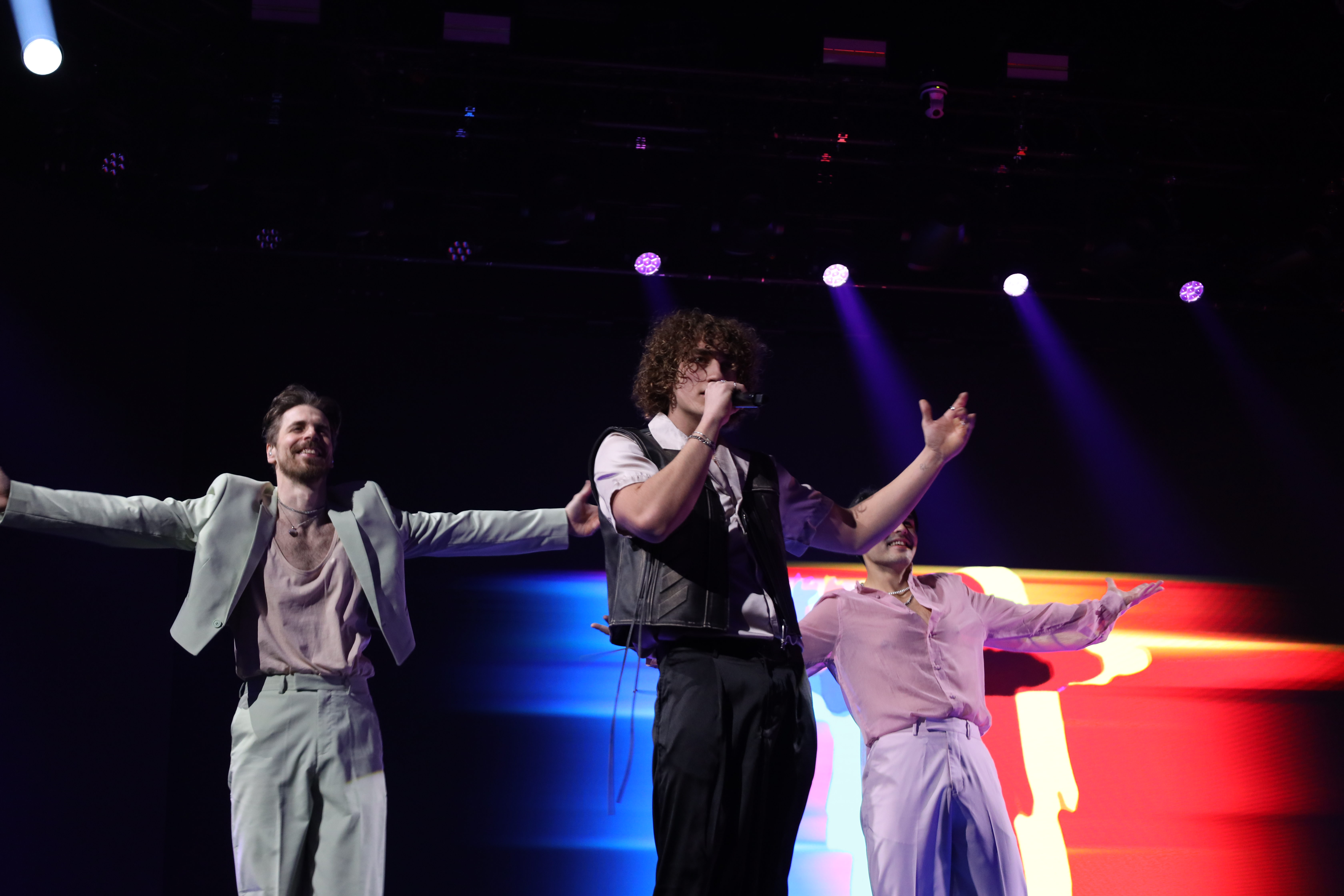
Альбін Тінгволл
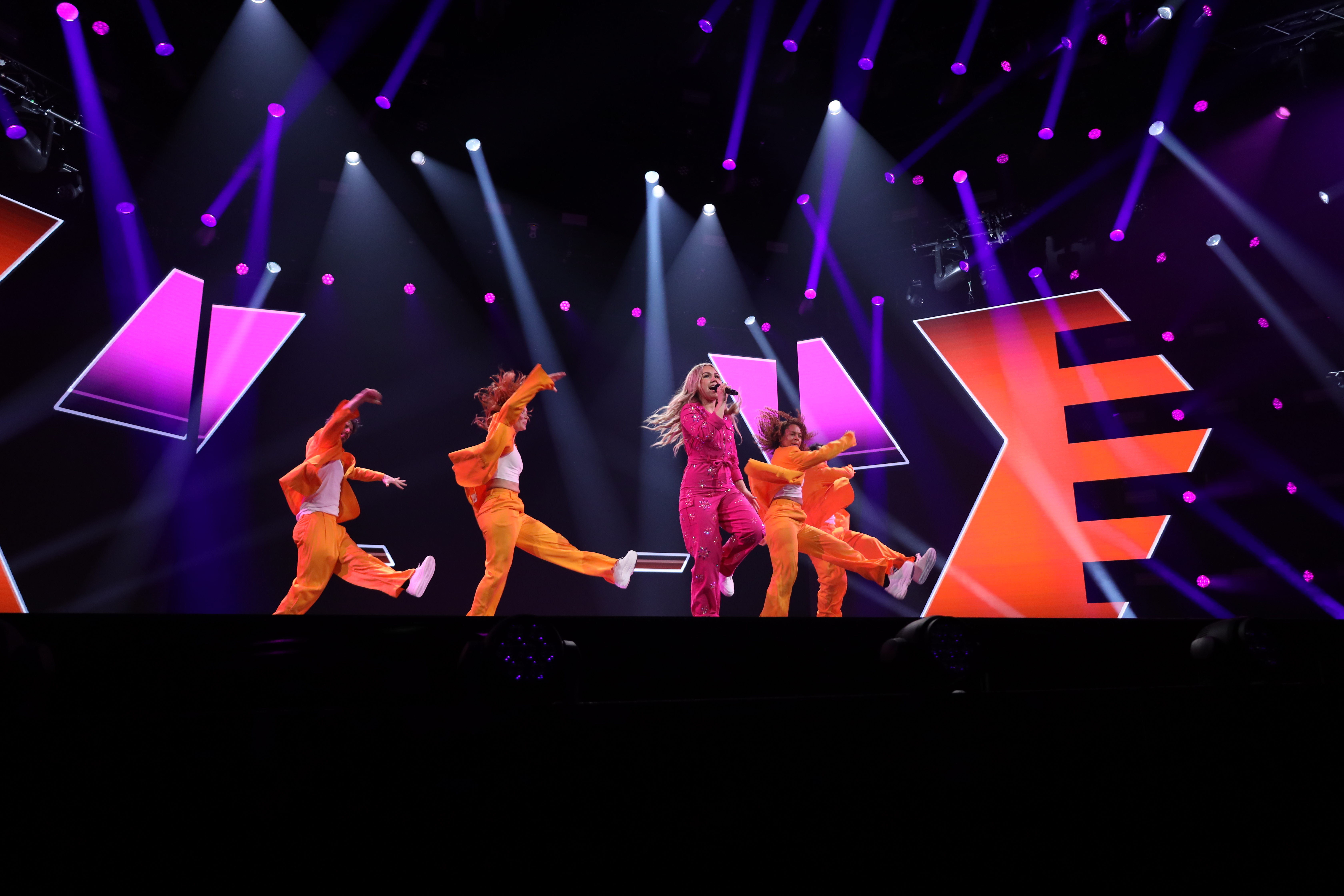
Ліа Ларссон
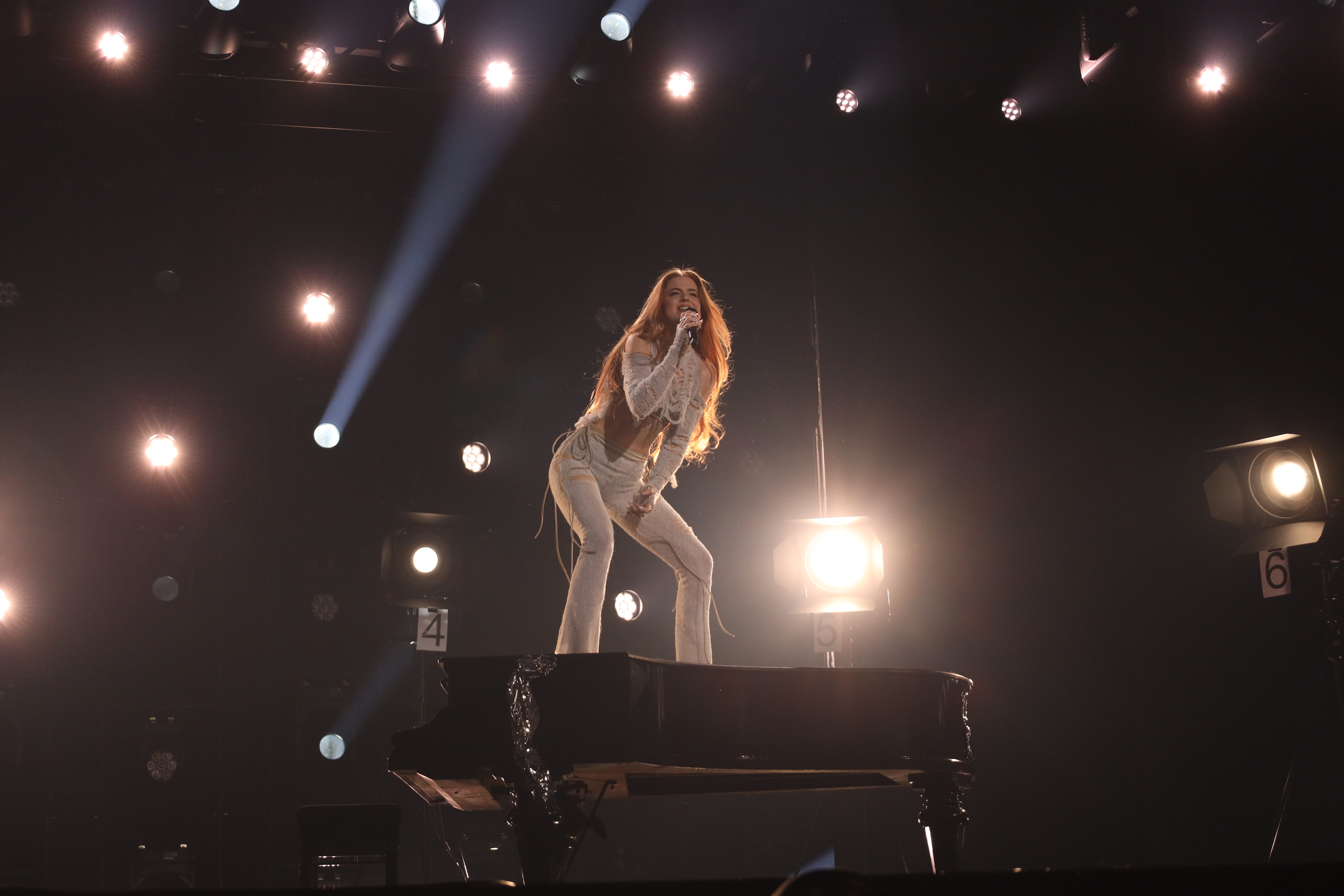
Dotter
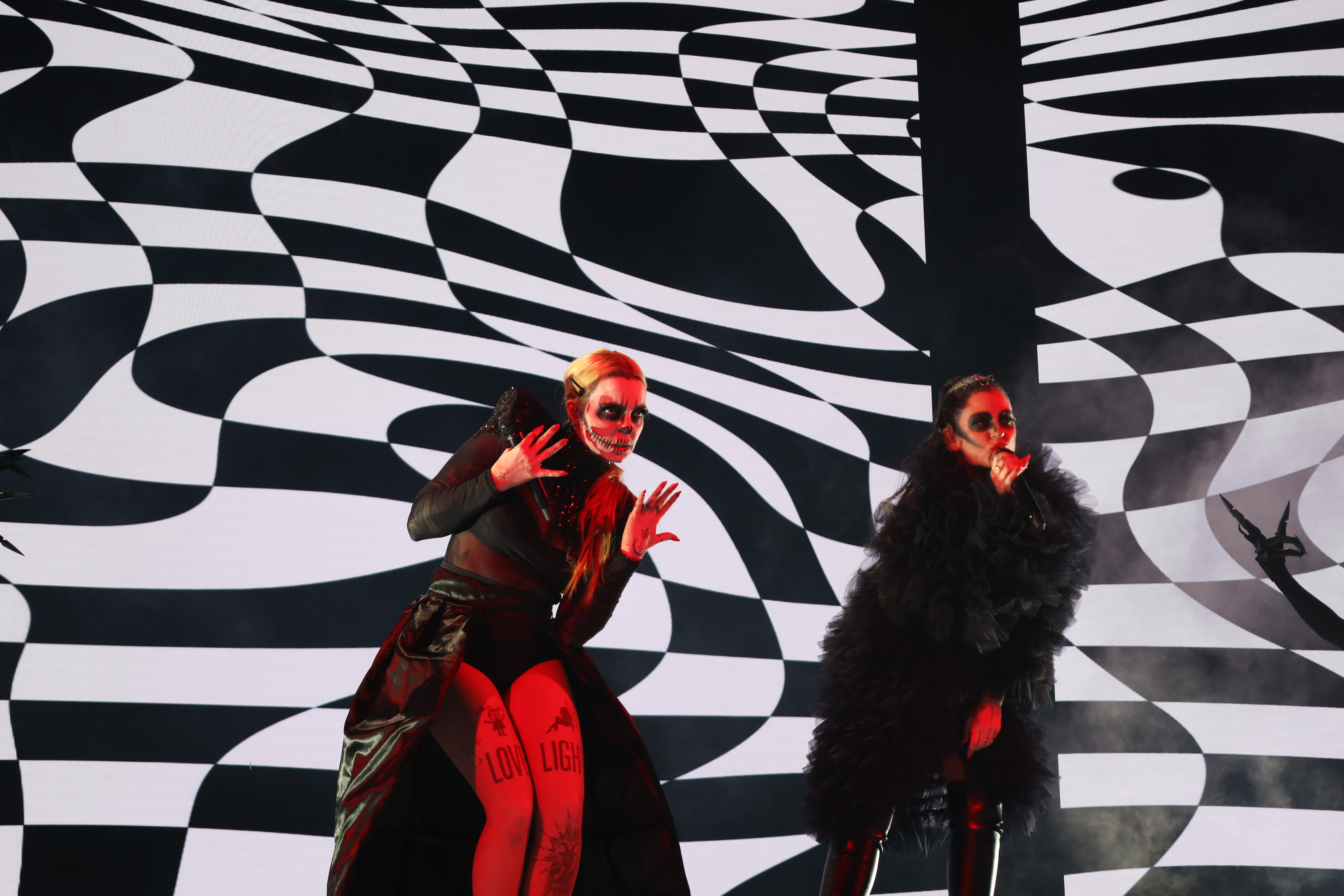
Scarlet
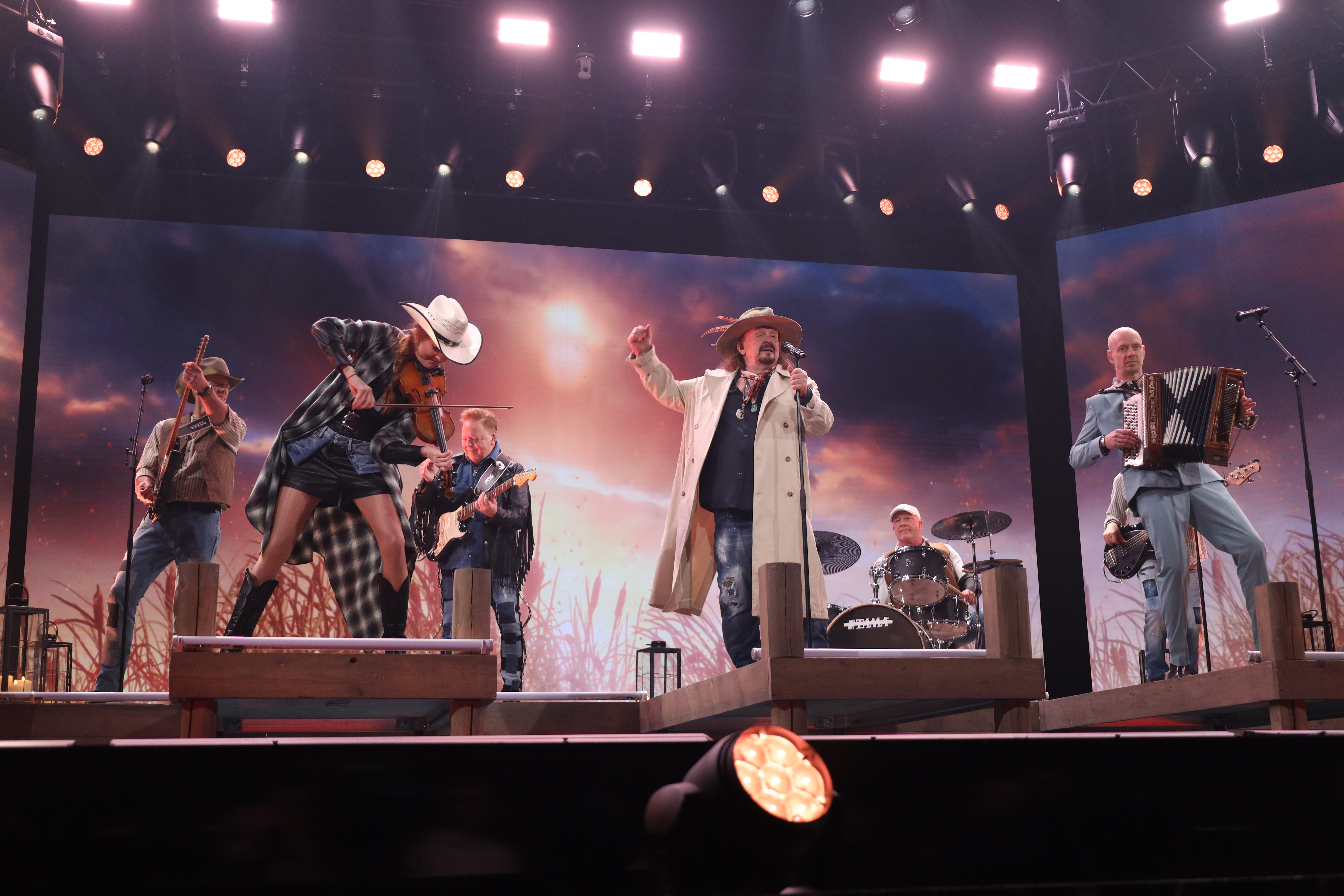
Lasse Stefanz
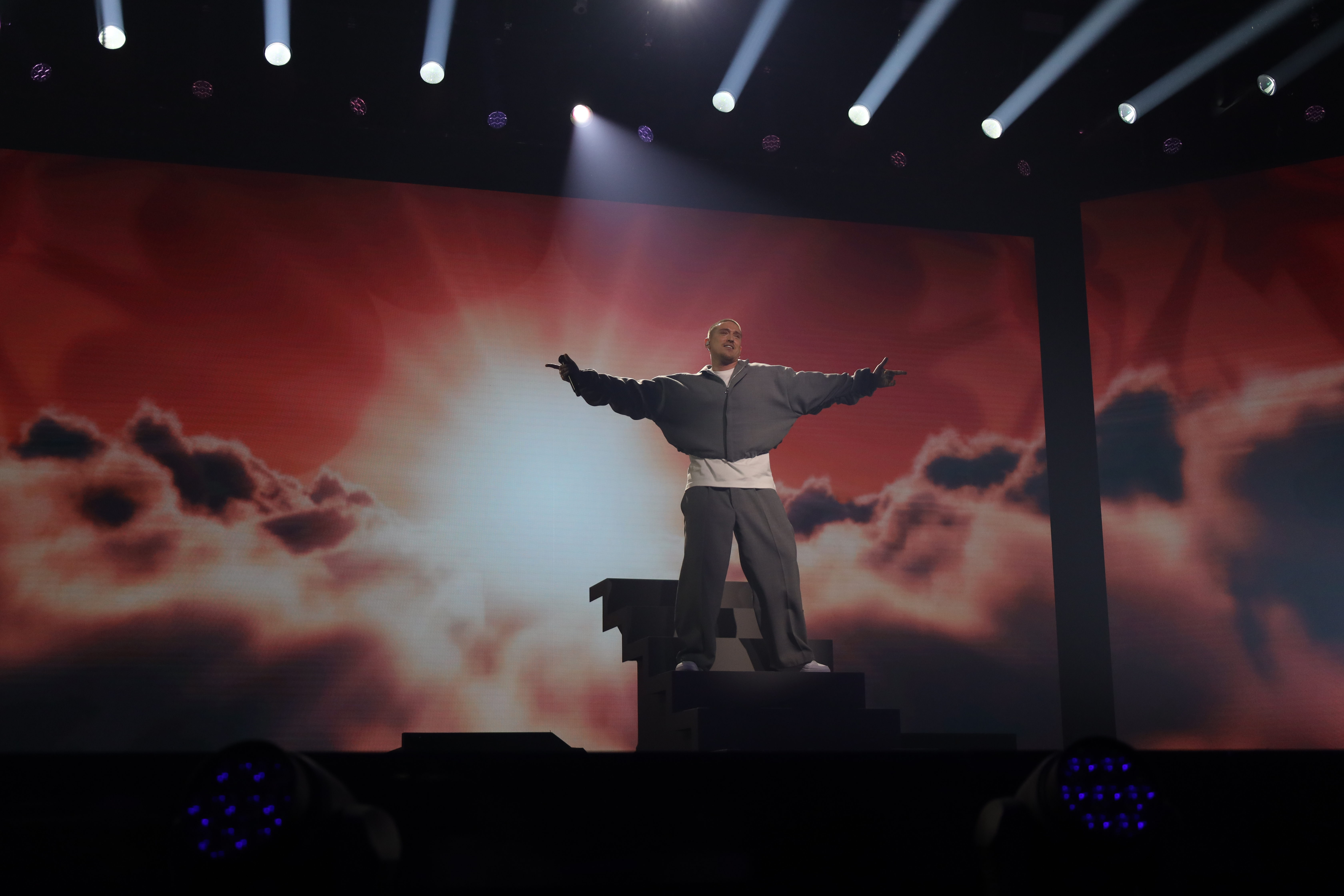
Денні Сауседо

## Півфінал 5

### Результати
П'ятий півфінал відбувся 2 березня 2024 року на Лефтбергс Арена в Карлстаді. За шоу в прямому ефірі спостерігали 3 061 813 глядачів. Загалом було віддано 10 285 078 голосів за допомогою 597 243 пристроїв, зібрано 444 159 шведських крон.
     фінал      фінальна кваліфікація
| № | Учасник           | Пісня              | Раунд 1   | Раунд 1 | Раунд 2 | Раунд 2 | Раунд 2 | Результат    |
| № | Учасник           | Пісня              | Голоси    | Місце   | Голоси  | Бали    | Місце   | Результат    |
| - | ----------------- | ------------------ | --------- | ------- | ------- | ------- | ------- | ------------ |
| 1 | Marcus & Martinus | «Unforgettable»    | 1 759 673 | 1       | –       | –       | –       | Фінал        |
| 2 | Челсі Муко        | «Controlla»        | 1 009 857 | 5       | 459 399 | 42      | 4       | Вибула       |
| 3 | Джей Сміт         | «Back to My Roots» | 1 171 788 | 3       | 624 639 | 73      | 3       | Фін. кваліф. |
| 4 | Elecktra          | «Banne maj»        | 803 892   | 6       | 399 506 | 28      | 5       | Вибула       |
| 5 | Анніка Вікігалдер | «Light»            | 1 144 413 | 4       | 665 667 | 79      | 2       | Фін. кваліф. |
| 6 | Medina            | «Que Sera»         | 1 392 450 | 2       | 853 794 | 82      | 1       | Фінал        |

| Пісня              | Вікова група | Вікова група | Вікова група | Вікова група | Вікова група | Вікова група | Вікова група | Tel. |
| Пісня              | 3-9          | 10-15        | 16-29        | 30-44        | 45-59        | 60-74        | 75+          | Tel. |
| ------------------ | ------------ | ------------ | ------------ | ------------ | ------------ | ------------ | ------------ | ---- |
| «Controlla»        | 8            | 8            | 3            | 5            | 5            | 5            | 5            | 3    |
| «Back to My Roots» | 10           | 5            | 8            | 10           | 12           | 10           | 8            | 10   |
| «Banne maj»        | 3            | 3            | 5            | 3            | 3            | 3            | 3            | 5    |
| «Light»            | 5            | 10           | 10           | 8            | 10           | 12           | 12           | 12   |
| «Que Sera»         | 12           | 12           | 12           | 12           | 8            | 8            | 10           | 8    |

### Галерея

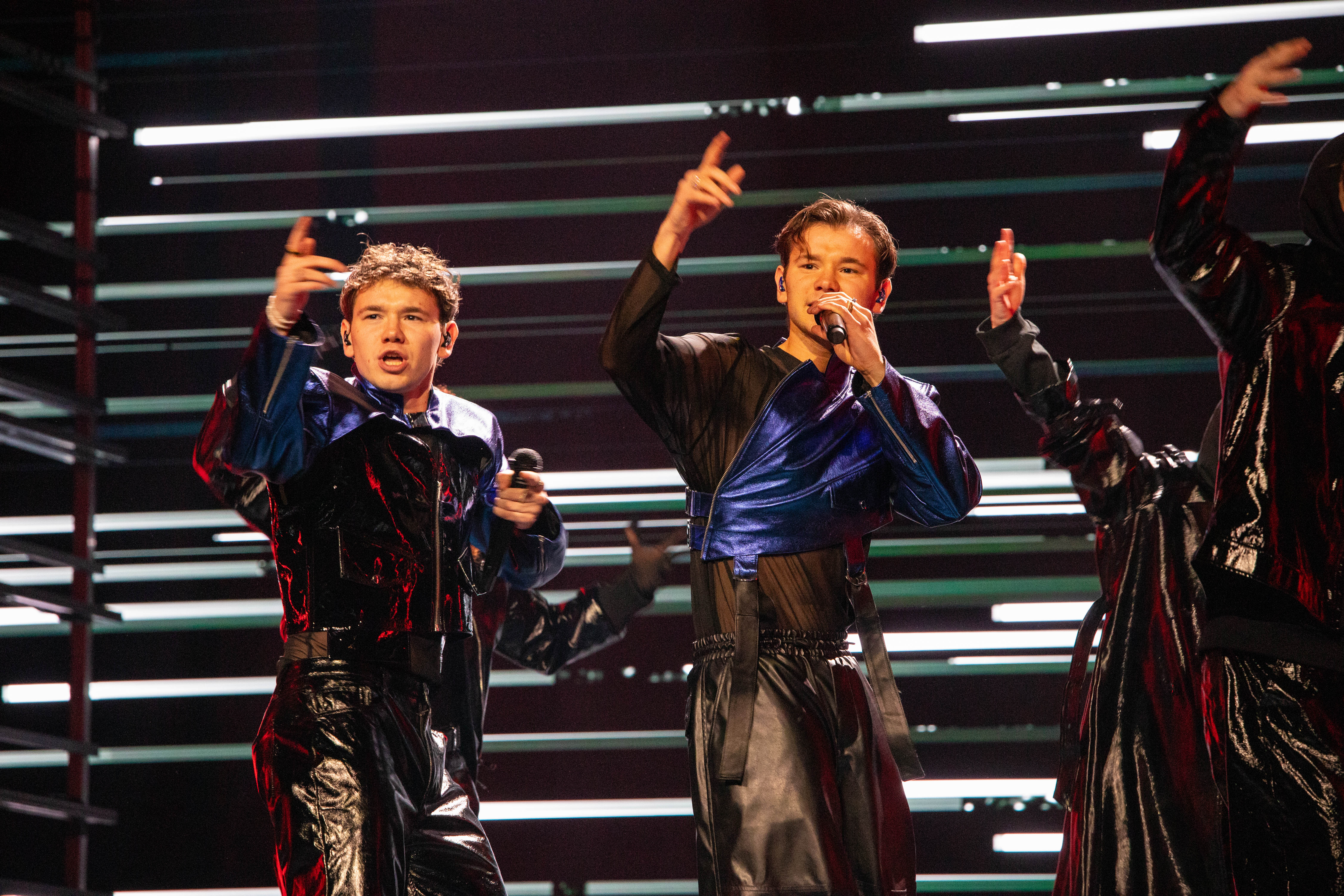
Marcus & Martinus
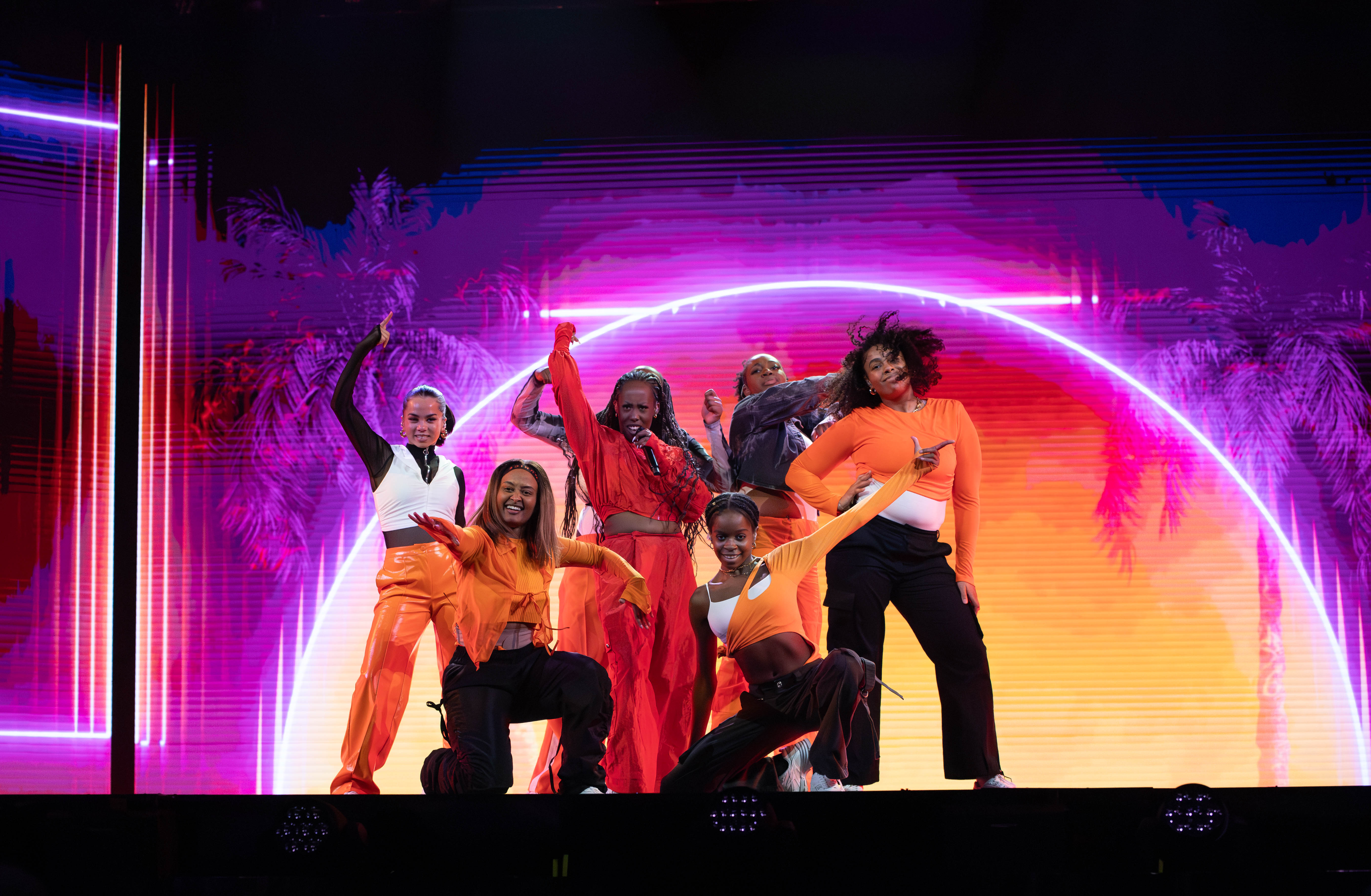
Челсі Муко
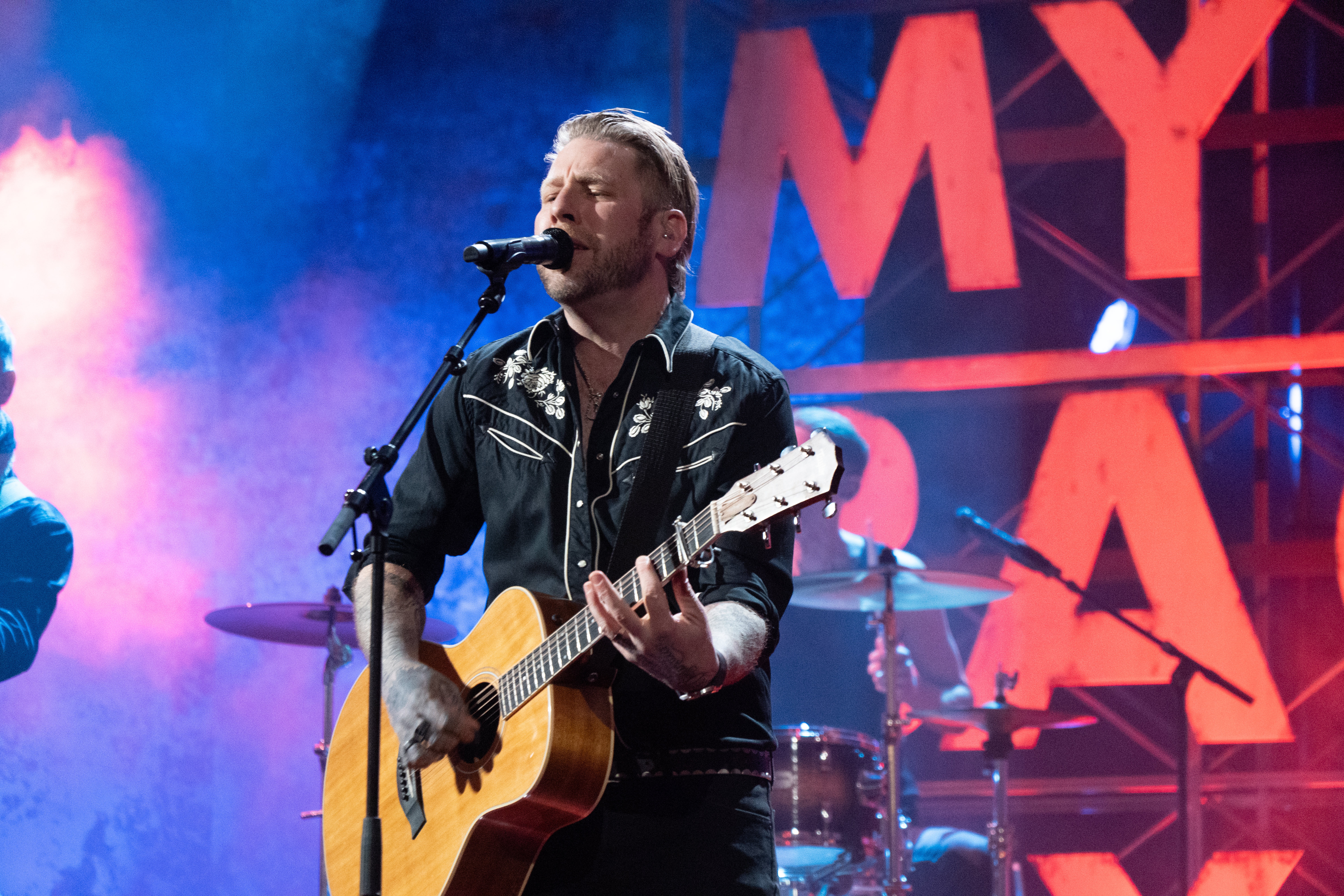
Джей Сміт
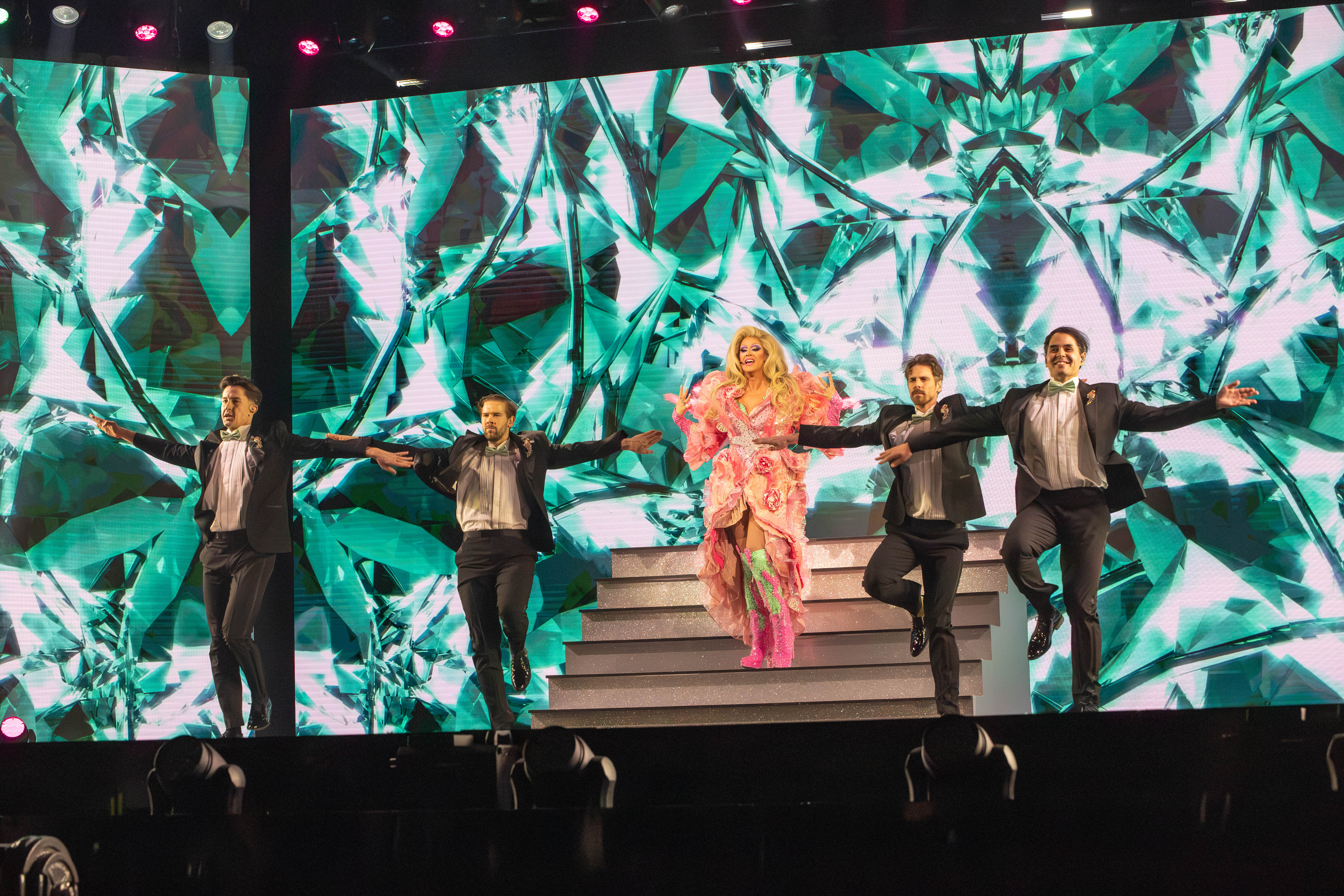
Elecktra
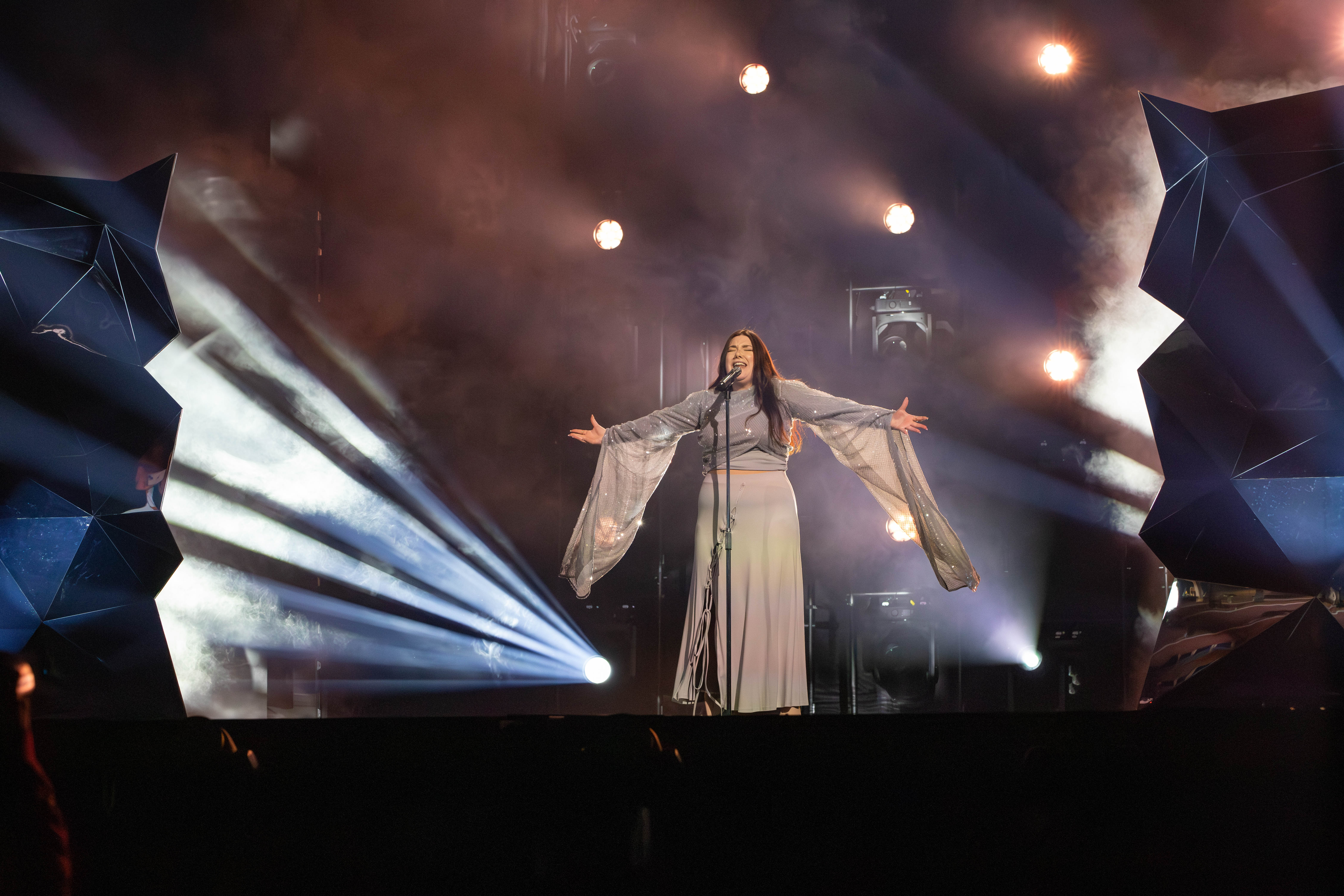
Анніка Вікігалдер
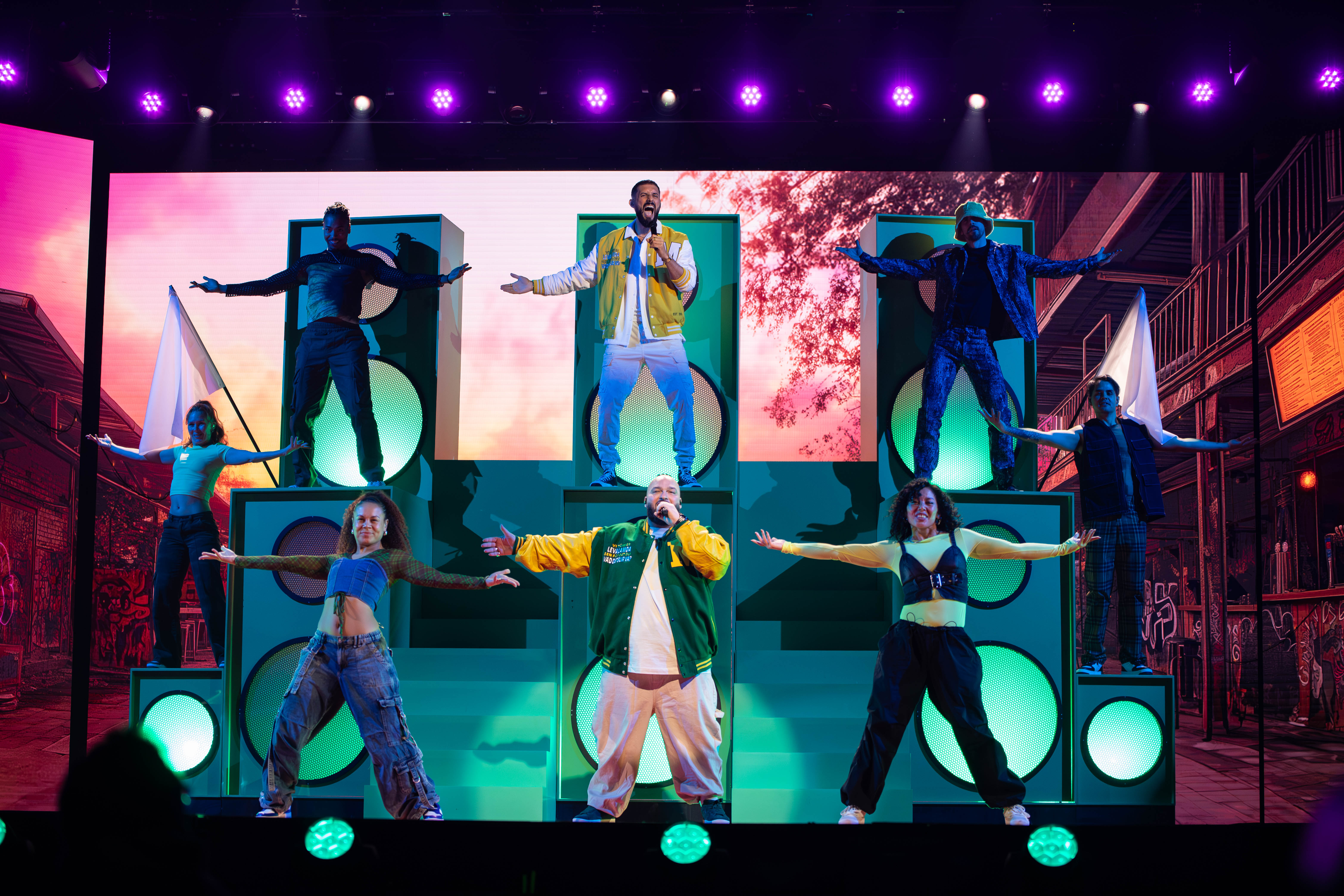
Medina

### Фінальна кваліфікація
Наприкінці п'ятого півфіналу відбувся фінальний кваліфікаційний раунд, який складався з пісень, які посіли третє та четверте місця в кожному з п'яти півфіналів. Дві пісні з найбільшою кількістю голосів у фінальній кваліфікації потрапили до фіналу. Система вікових груп не використовувалася для цього голосування, але результати півфіналів були додані до неї для визначення загального результату — загальна кількість голосів за кожну пісню в кожному шоу поділялася на загальну кількість голосуючих (пристроїв) у кожному шоу. Потім 1000 балів були розподілені між піснями на основі цих співвідношень. Загалом було віддано 6 551 057 голосів за допомогою 518 179 пристроїв, зібрано 517 392 шведських крон.
     фінал
| №  | Учасник           | Пісня                           | Піфінал   | Піфінал | Піфінал | Фінальна кваліф. | Фінальна кваліф. | Фінальна кваліф. | Всього | Місце | Результат |
| №  | Учасник           | Пісня                           | Голоси    | V/V     | Бали    | Голоси           | V/V              | Бали             | Всього | Місце | Результат |
| -- | ----------------- | ------------------------------- | --------- | ------- | ------- | ---------------- | ---------------- | ---------------- | ------ | ----- | --------- |
| 1  | Еліза Ліндстрем   | «Forever Yours»                 | 1 099 463 | 2.39    | 84      | 381 269          | 0.74             | 58               | 142    | 10    | Вибула    |
| 2  | Адам Вудс         | «Supernatural»                  | 1 376 246 | 2.99    | 106     | 545 665          | 1.05             | 83               | 189    | 1     | Вибув     |
| 3  | Dear Sara         | «The Silence After You»         | 1 718 062 | 2.92    | 103     | 435 793          | 0.84             | 66               | 169    | 8     | Вибули    |
| 4  | Fröken Snusk      | «Unga & fria»                   | 1 854 861 | 3.15    | 111     | 809 748          | 1.56             | 124              | 235    | 3     | Вибула    |
| 5  | Klaudy            | «För dig»                       | 1 370 989 | 2.42    | 86      | 508 044          | 0.98             | 78               | 164    | 9     | Вибув     |
| 6  | Гунілла Перссон   | «I Won't Shake (La La Gunilla)» | 1 616 001 | 2.85    | 101     | 741 004          | 1.43             | 113              | 214    | 5     | Вибула    |
| 7  | Альбін Тінгвол    | «Done Getting Over You»         | 1 510 054 | 2.72    | 96      | 581 259          | 1.12             | 89               | 185    | 1     | Вибув     |
| 8  | Scarlet           | «Circus X»                      | 1 573 536 | 2.84    | 100     | 796 229          | 1.54             | 122              | 222    | 4     | Вибули    |
| 9  | Анніка Вікігалдер | «Light»                         | 1 810 080 | 3.03    | 107     | 906 864          | 1.75             | 138              | 245    | 1     | Фінал     |
| 10 | Джей Сміт         | «Back to My Roots»              | 1 796 427 | 3.01    | 106     | 845 182          | 1.63             | 129              | 235    | 2     | Фінал     |

## Фінал

### Результати
Фінал відбувся 9 березня 2024 року на Френдз Арені у Стокгольмі. Пряму трансляцію дивилися 3 411 627 глядачів. Загалом було віддано 26 597 637 голосів за допомогою 1 028 307 пристроїв, зібрано 1 949 008 шведських крон. Пряма трансляція шоу на SVT Play була доступна з англійськими коментарями Вільяма Лі Адамса та Белли Квіст.
| №  | Учасники          | Пісня                                | Журі | Теле/додаток | Теле/додаток | Всього | Місце |
| №  | Учасники          | Пісня                                | Журі | Голоси       | Бали         | Всього | Місце |
| -- | ----------------- | ------------------------------------ | ---- | ------------ | ------------ | ------ | ----- |
| 1  | Марія Сур         | «When I'm Gone»                      | 37   | 2 239 255    | 35           | 72     | 7     |
| 2  | Джей Сміт         | «Back to My Roots»                   | 20   | 1 997 809    | 26           | 46     | 10    |
| 3  | Ліза Аякс         | «Awful Liar»                         | 26   | 1 754 949    | 11           | 37     | 11    |
| 4  | Smash Into Pieces | «Heroes Are Calling»                 | 31   | 2 688 509    | 59           | 90     | 3     |
| 5  | Cazzi Opeia       | «Give My Heart a Break»              | 46   | 2 042 843    | 41           | 87     | 4     |
| 6  | Анніка Вікігалдер | «Light»                              | 38   | 1 852 595    | 25           | 63     | 8     |
| 7  | Marcus & Martinus | «Unforgettable»                      | 85   | 3 186 801    | 92           | 177    | 1     |
| 8  | Dotter            | «It's Not Easy to Write a Love Song» | 26   | 1 633 089    | 8            | 34     | 12    |
| 9  | Medina            | «Que Sera»                           | 43   | 2 894 693    | 61           | 104    | 2     |
| 10 | Liamoo            | «Dragon»                             | 38   | 2 486 029    | 45           | 83     | 5     |
| 11 | Jacqline          | «Effortless»                         | 40   | 1 930 548    | 21           | 61     | 9     |
| 12 | Денні Сауседо     | «Happy That You Found Me»            | 34   | 1 890 517    | 40           | 74     | 6     |

| №  | Пісня                                | Бельгія | Ірландія | Мальта | Сербія | Австралія | Ісландія | Німеччина | Кіпр | Всього |
| -- | ------------------------------------ | ------- | -------- | ------ | ------ | --------- | -------- | --------- | ---- | ------ |
| 1  | «When I'm Gone»                      | 4       | 1        | 4      | 8      | 10        |          | 7         | 3    | 37     |
| 2  | «Back to My Roots»                   | 5       | 8        |        | 4      |           | 1        | 1         | 1    | 20     |
| 3  | «Awful Liar»                         | 2       |          |        | 6      | 3         | 4        | 3         | 8    | 26     |
| 4  | «Heroes Are Calling»                 | 6       | 7        | 5      | 2      | 1         |          | 5         | 5    | 31     |
| 5  | «Give My Heart a Break»              | 12      | 3        | 6      | 7      | 7         | 7        |           | 4    | 46     |
| 6  | «Light»                              |         | 4        | 10     | 10     |           | 6        | 8         |      | 38     |
| 7  | «Unforgettable»                      | 8       | 5        | 12     | 12     | 12        | 12       | 12        | 12   | 85     |
| 8  | «It's Not Easy to Write a Love Song» | 3       | 2        | 2      |        | 8         | 3        | 6         | 2    | 26     |
| 9  | «Que Sera»                           | 10      | 12       | 8      | 5      | 4         | 2        | 2         |      | 43     |
| 10 | «Dragon»                             | 1       | 6        | 7      | 3      | 2         | 5        | 4         | 10   | 38     |
| 11 | «Effortless»                         | 7       |          | 1      |        | 6         | 10       | 10        | 6    | 40     |
| 12 | «Happy That You Found Me»            |         | 10       | 3      | 1      | 5         | 8        |           | 7    | 34     |

| №  | Пісня                                | Вікова група | Вікова група | Вікова група | Вікова група | Вікова група | Вікова група | Вікова група | СМС | Всього |
| №  | Пісня                                | 3-9          | 10-15        | 16-29        | 30-44        | 45-59        | 60-74        | 75+          | СМС | Всього |
| -- | ------------------------------------ | ------------ | ------------ | ------------ | ------------ | ------------ | ------------ | ------------ | --- | ------ |
| 1  | «When I'm Gone»                      | 1            | 8            | 1            | 4            | 1            |              | 8            | 1   | 35     |
| 2  | «Back to My Roots»                   | 3            |              | 1            | 5            | 3            | 4            |              | 5   | 26     |
| 3  | «Awful Liar»                         | 4            | 5            | 2            |              |              |              |              |     | 11     |
| 4  | «Heroes Are Calling»                 | 10           | 1            | 5            | 12           | 10           | 1            | 2            | 8   | 59     |
| 5  | «Give My Heart a Break»              | 5            | 2            |              | 1            | 1            | 10           | 5            | 1   | 41     |
| 6  | «Light»                              |              | 1            | 4            | 1            | 2            | 1            | 1            | 4   | 25     |
| 7  | «Unforgettable»                      | 12           | 12           | 12           | 8            | 12           | 12           | 12           | 12  | 92     |
| 8  | «It's Not Easy to Write a Love Song» | 2            | 4            |              |              |              | 1            | 1            |     | 8      |
| 9  | «Que Sera»                           | 8            | 10           | 10           | 10           | 1            | 2            | 1            | 1   | 61     |
| 10 | «Dragon»                             | 1            | 1            | 8            | 1            | 5            | 5            | 4            | 3   | 45     |
| 11 | «Effortless»                         |              | 3            | 3            | 3            | 4            | 3            | 3            | 2   | 21     |
| 12 | «Happy That You Found Me»            | 1            |              | 1            | 2            | 8            | 8            | 10           | 10  | 40     |

### Галерея

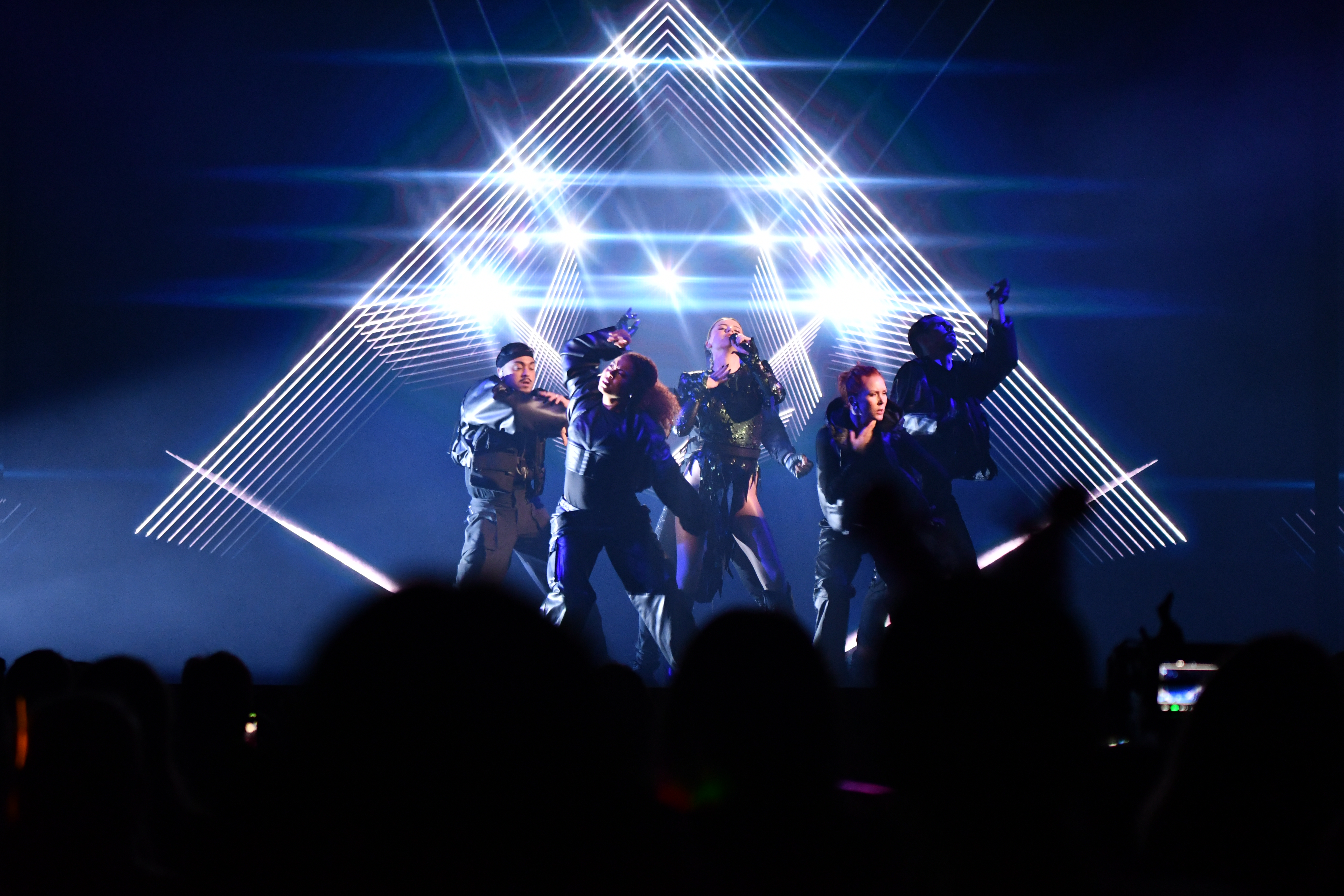
Марія Сур
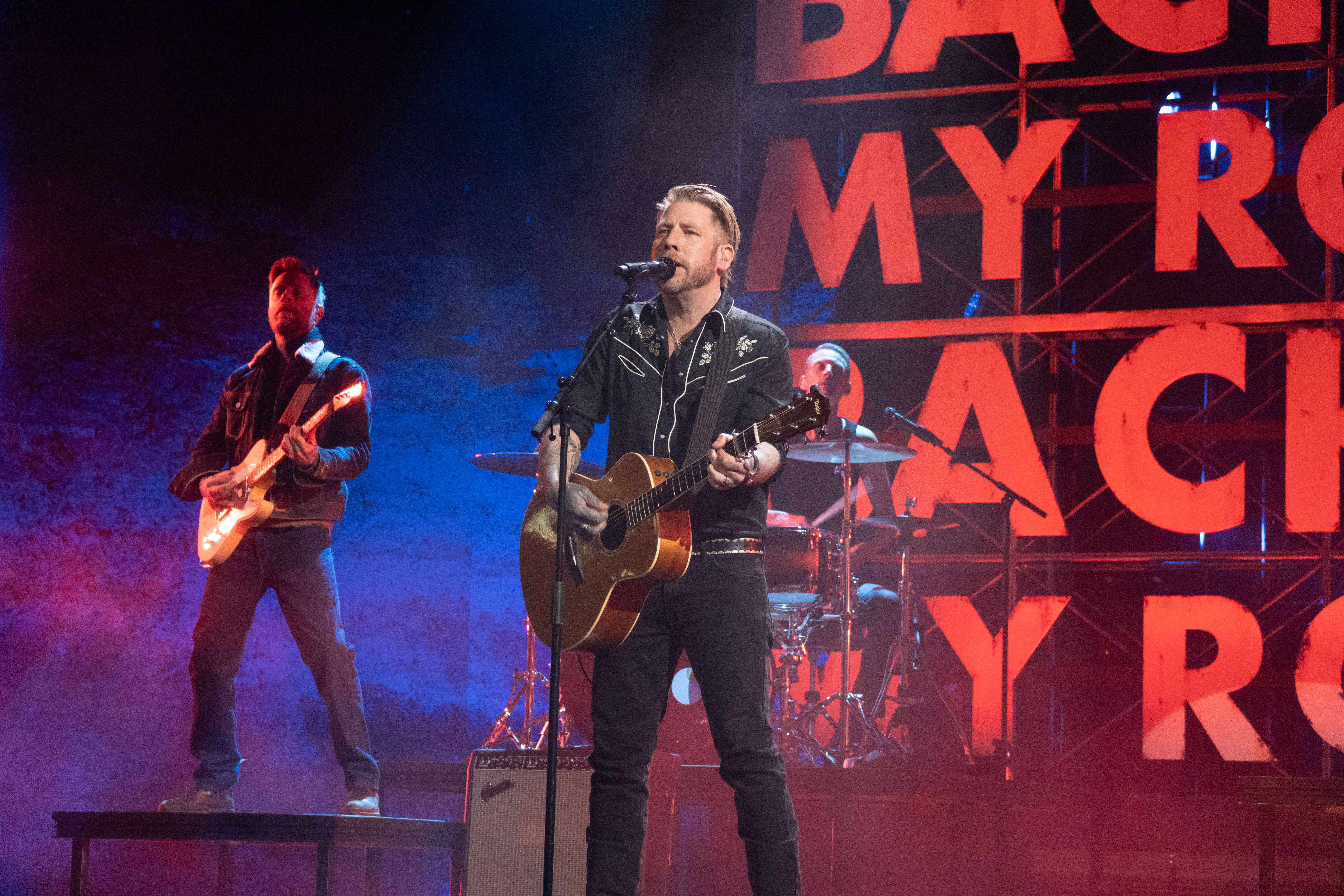
Джей Сміт
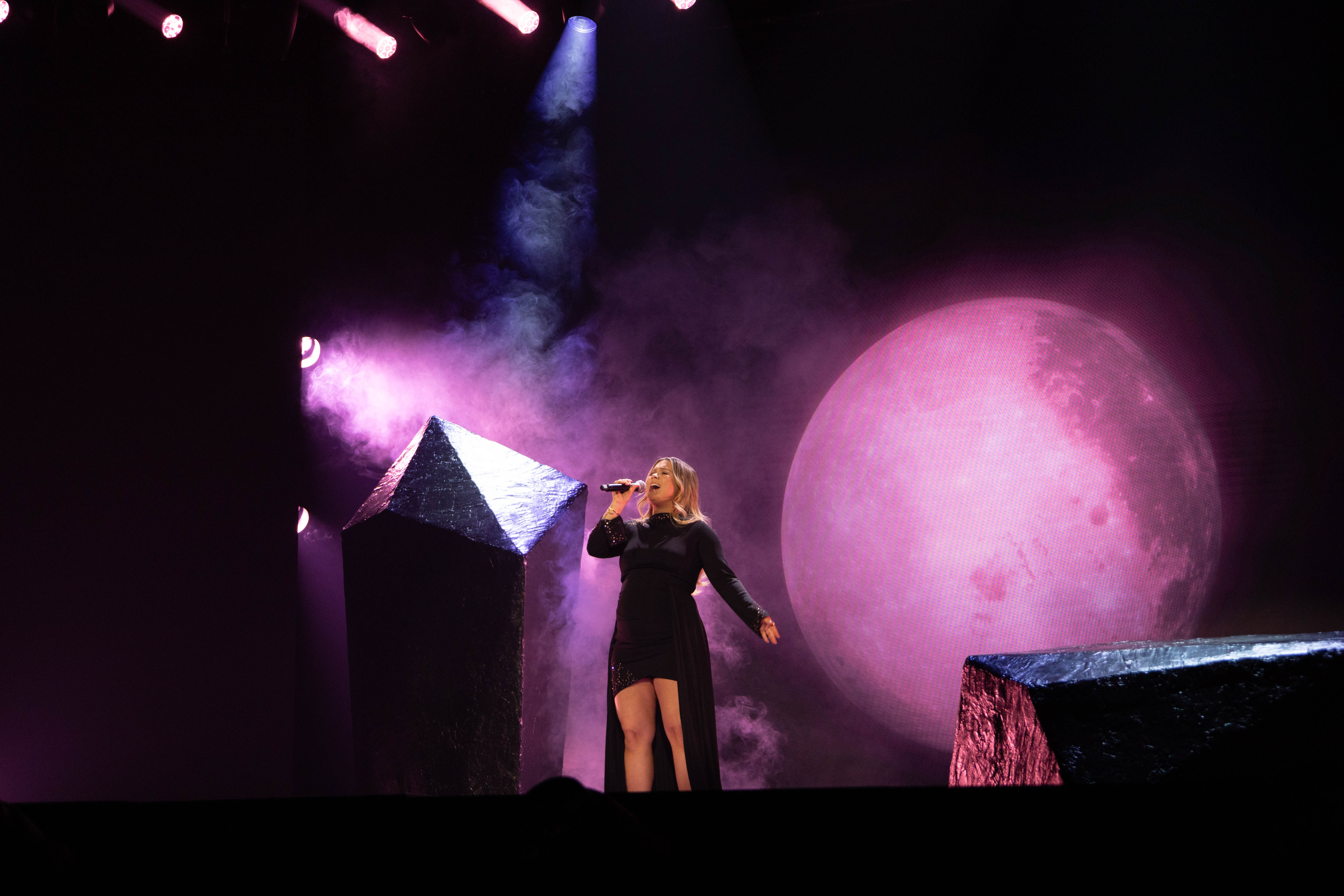
Ліза Аякс
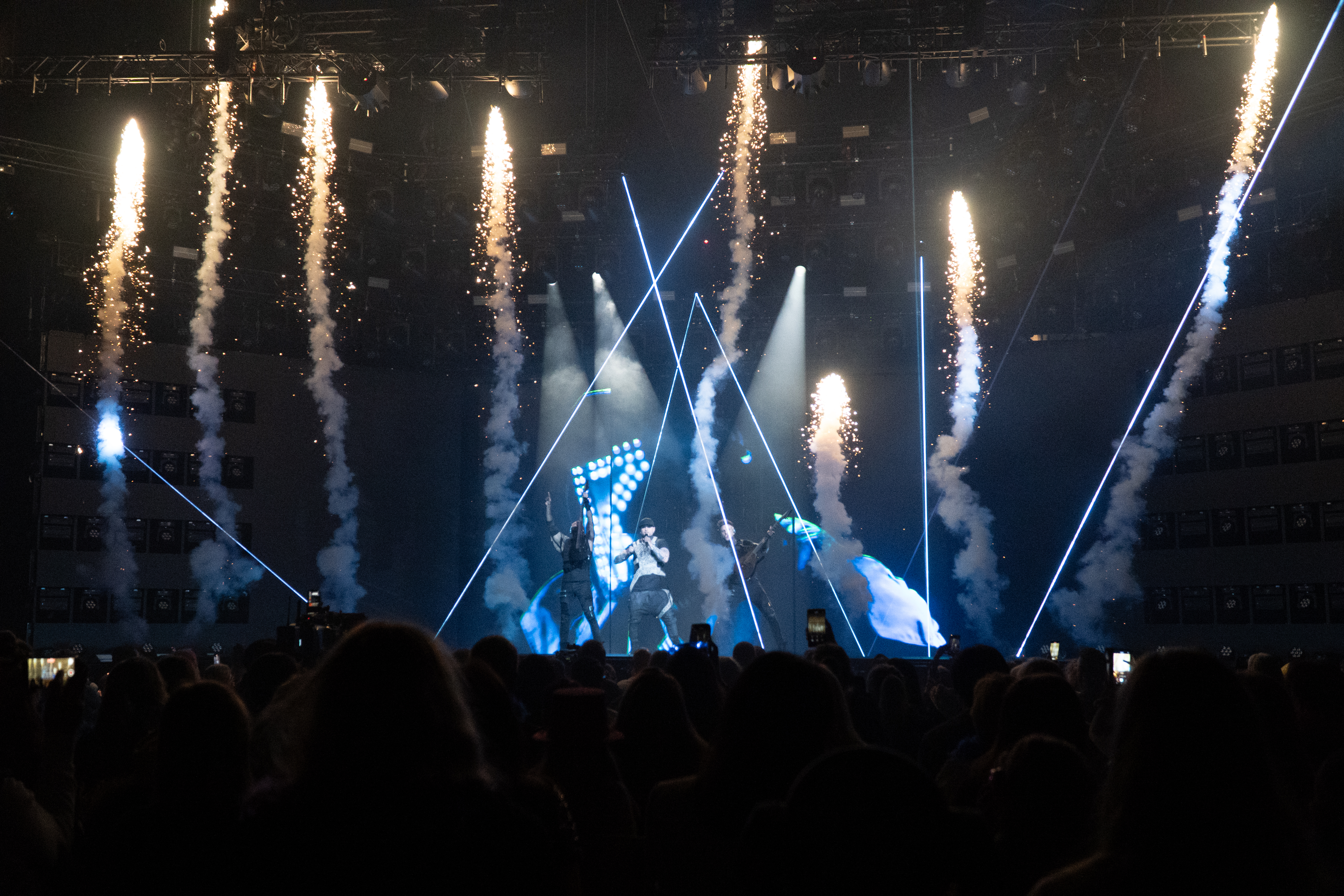
Smash into Pieces
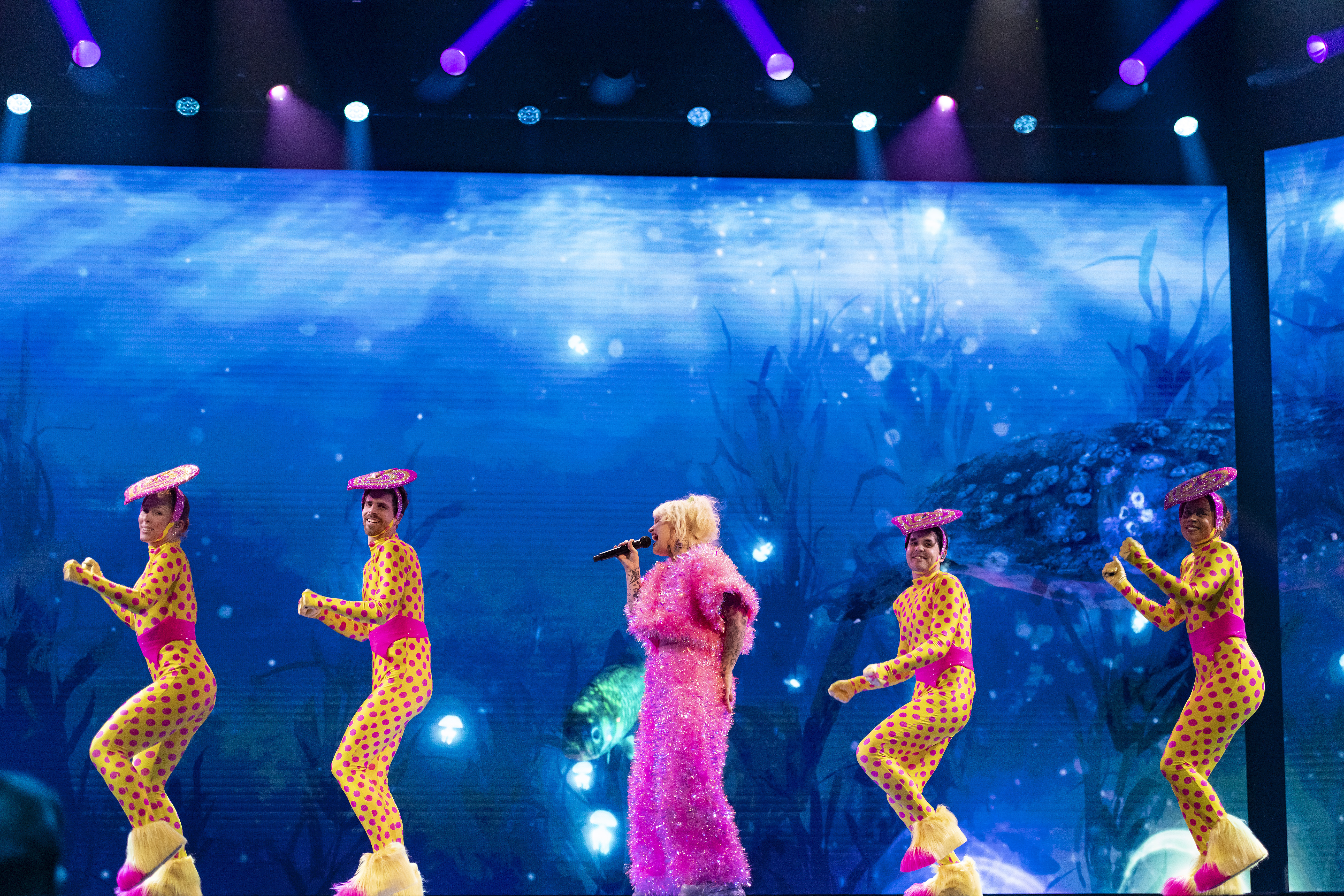
Cazzi Opeia
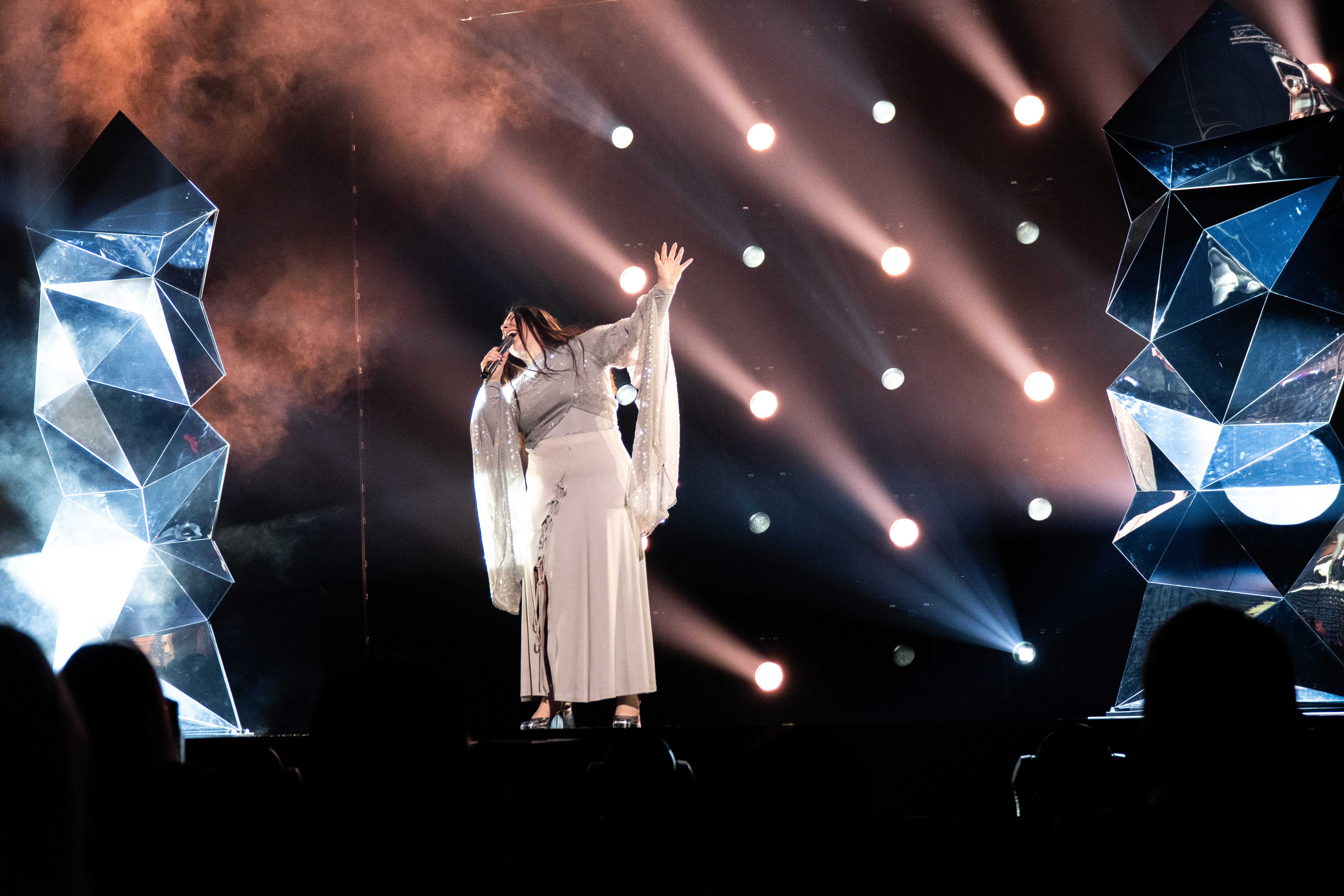
Анніка Вікігалдер
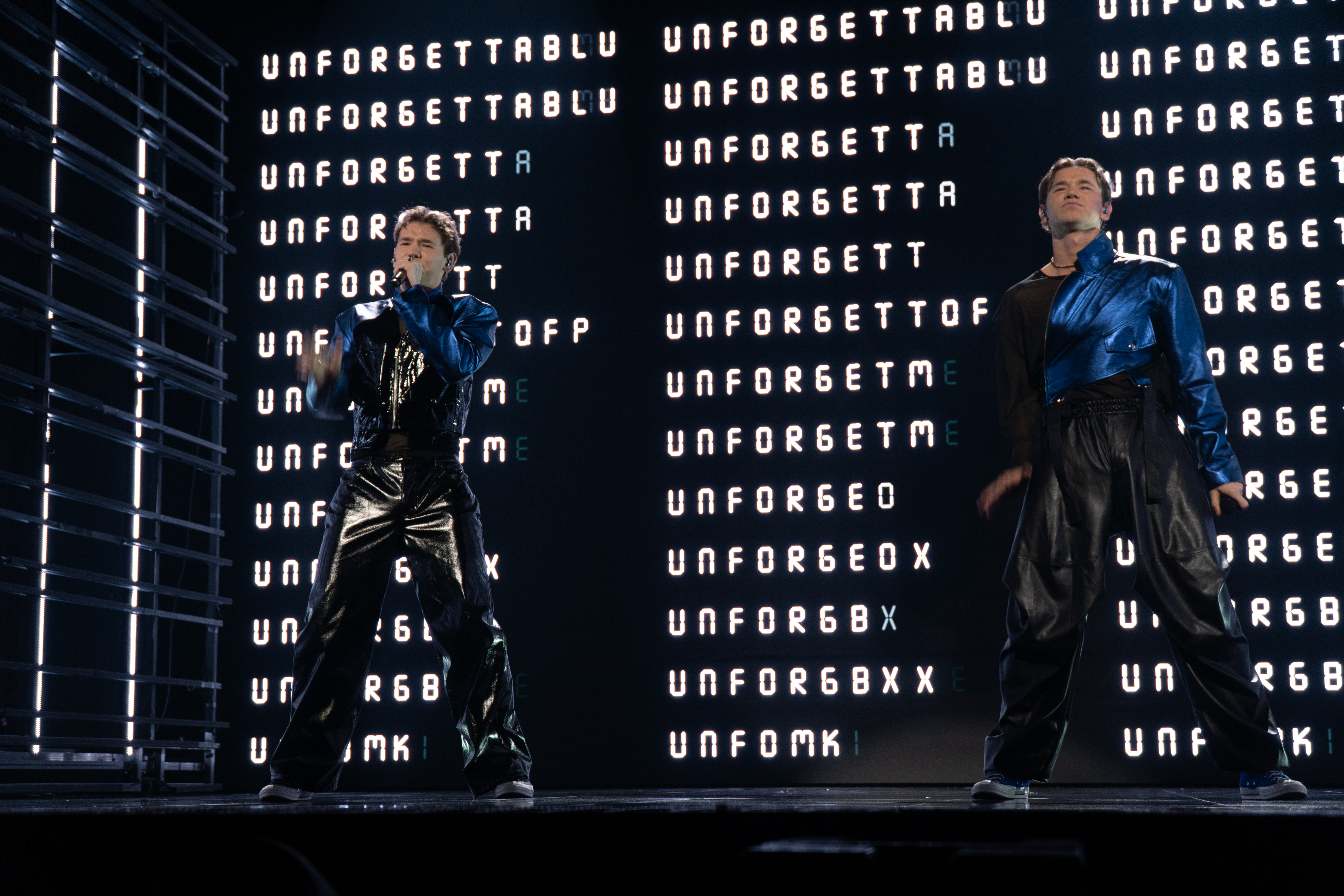
Marcus & Martinus
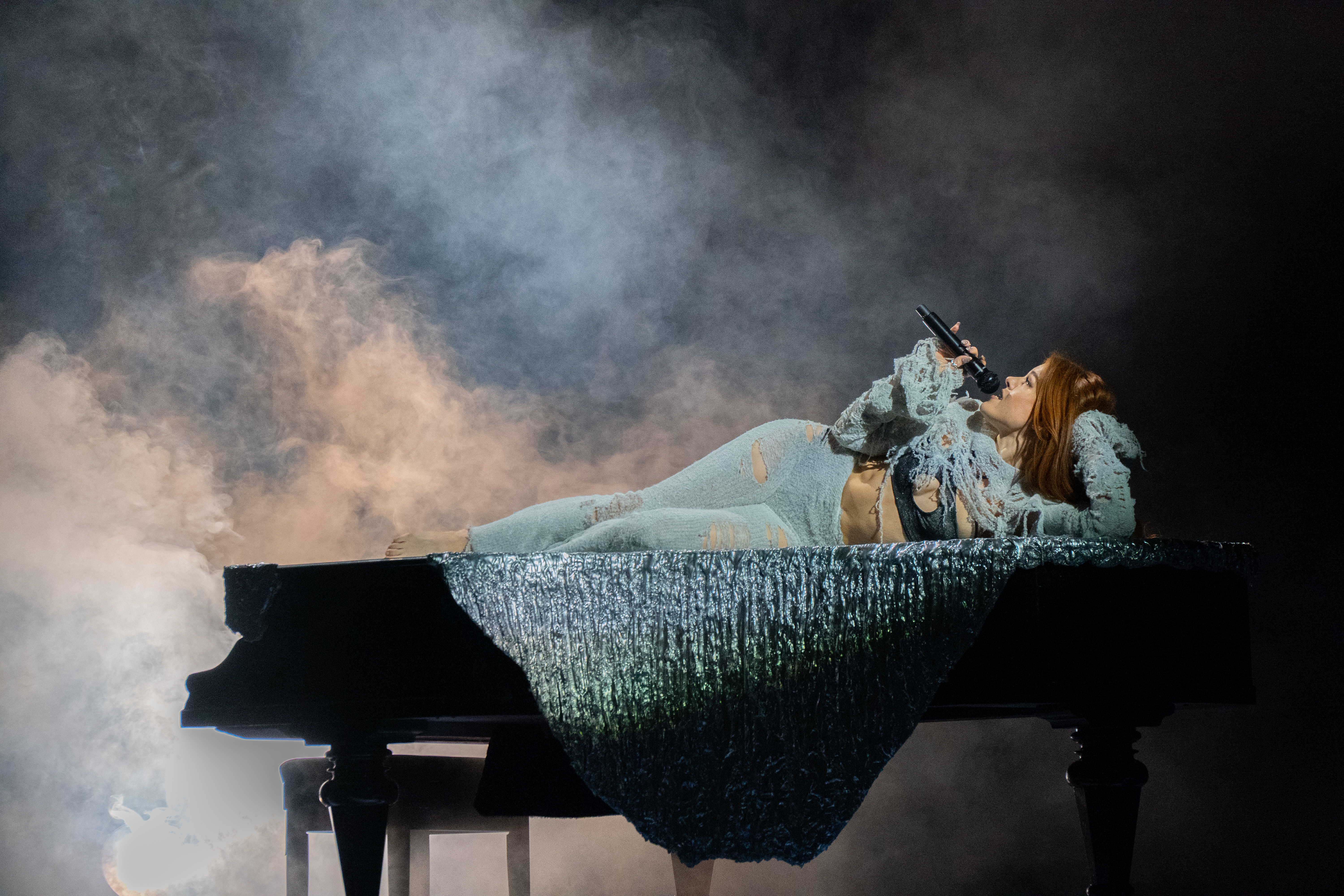
Dotter
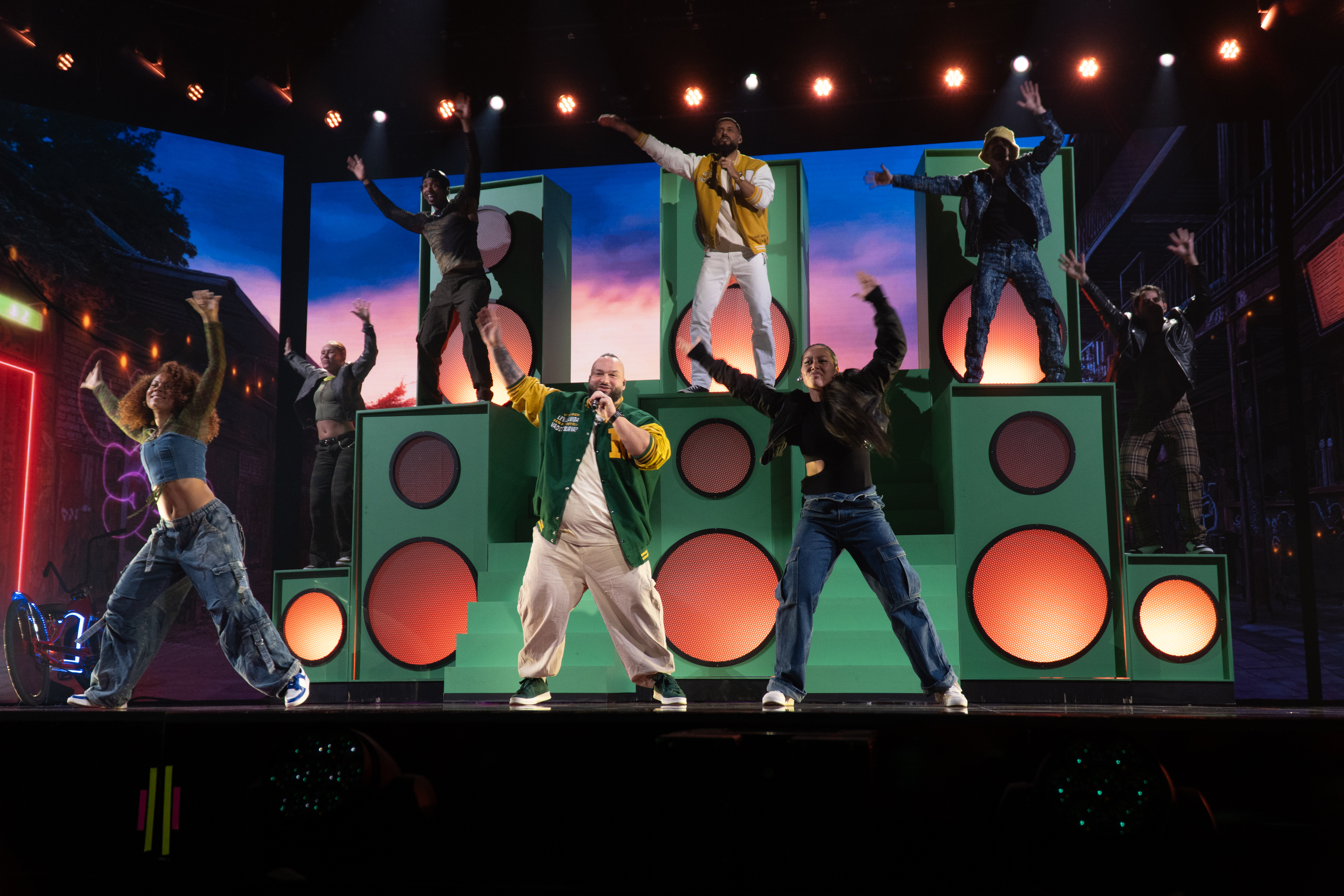
Medina
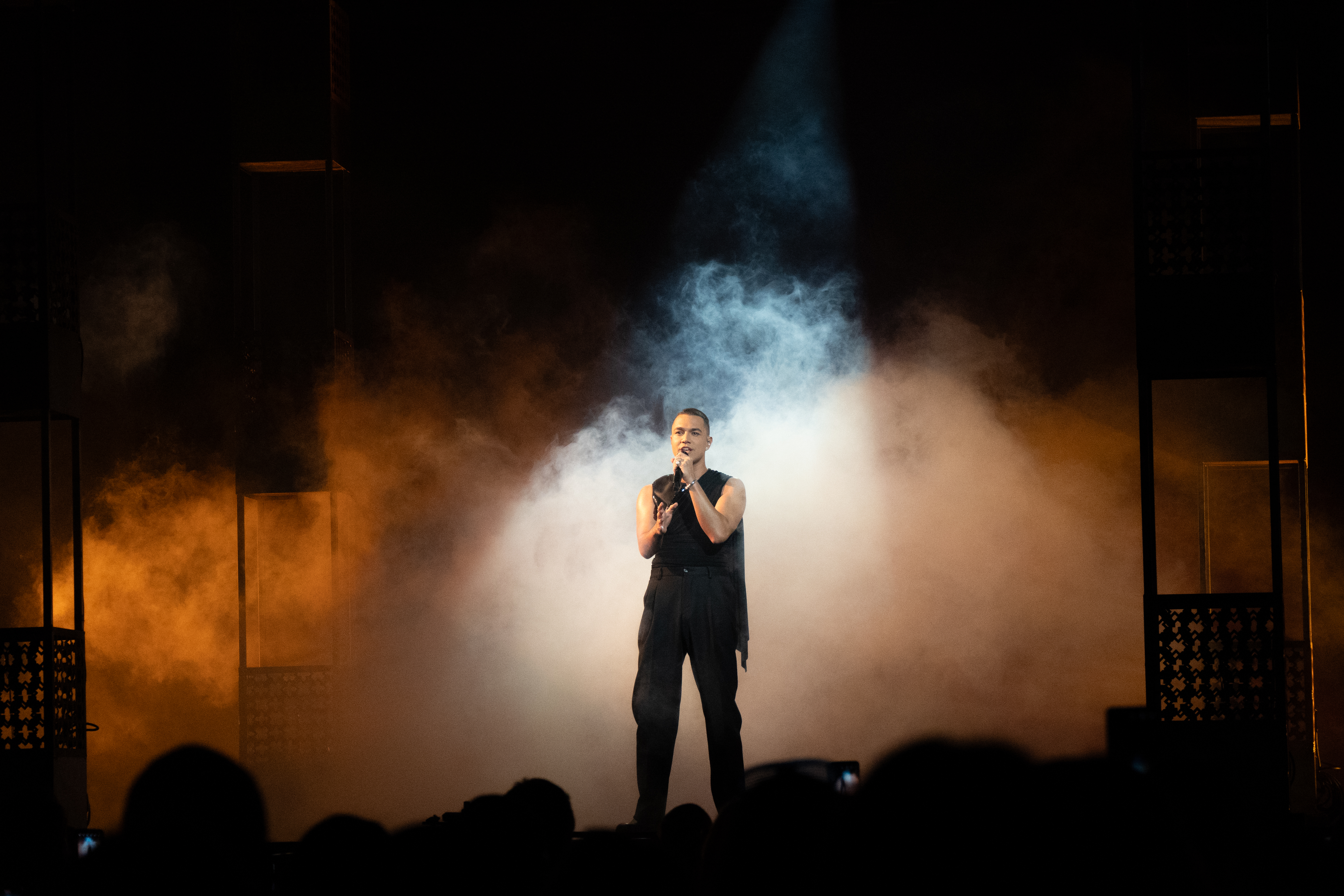
Liamoo
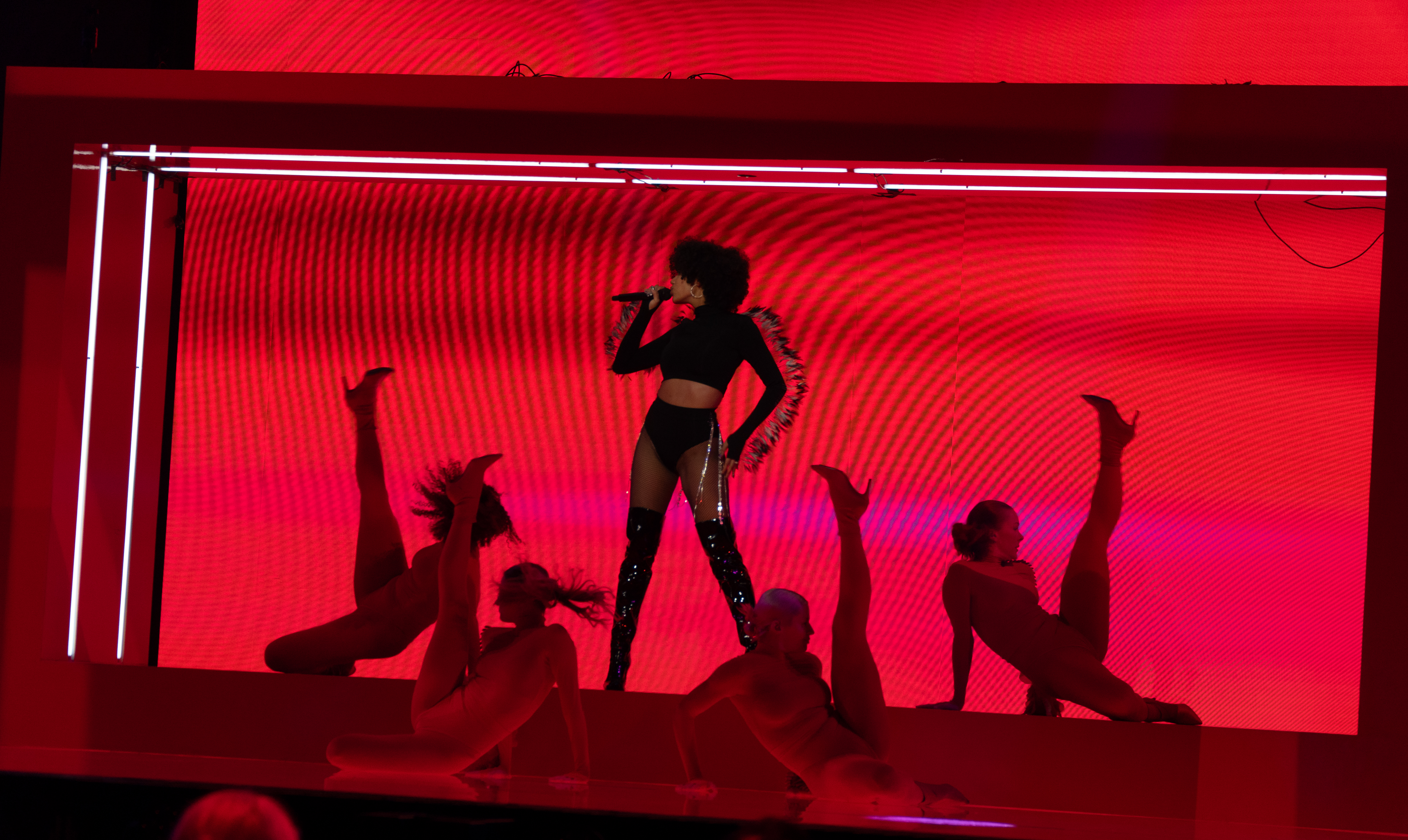
Jacqline
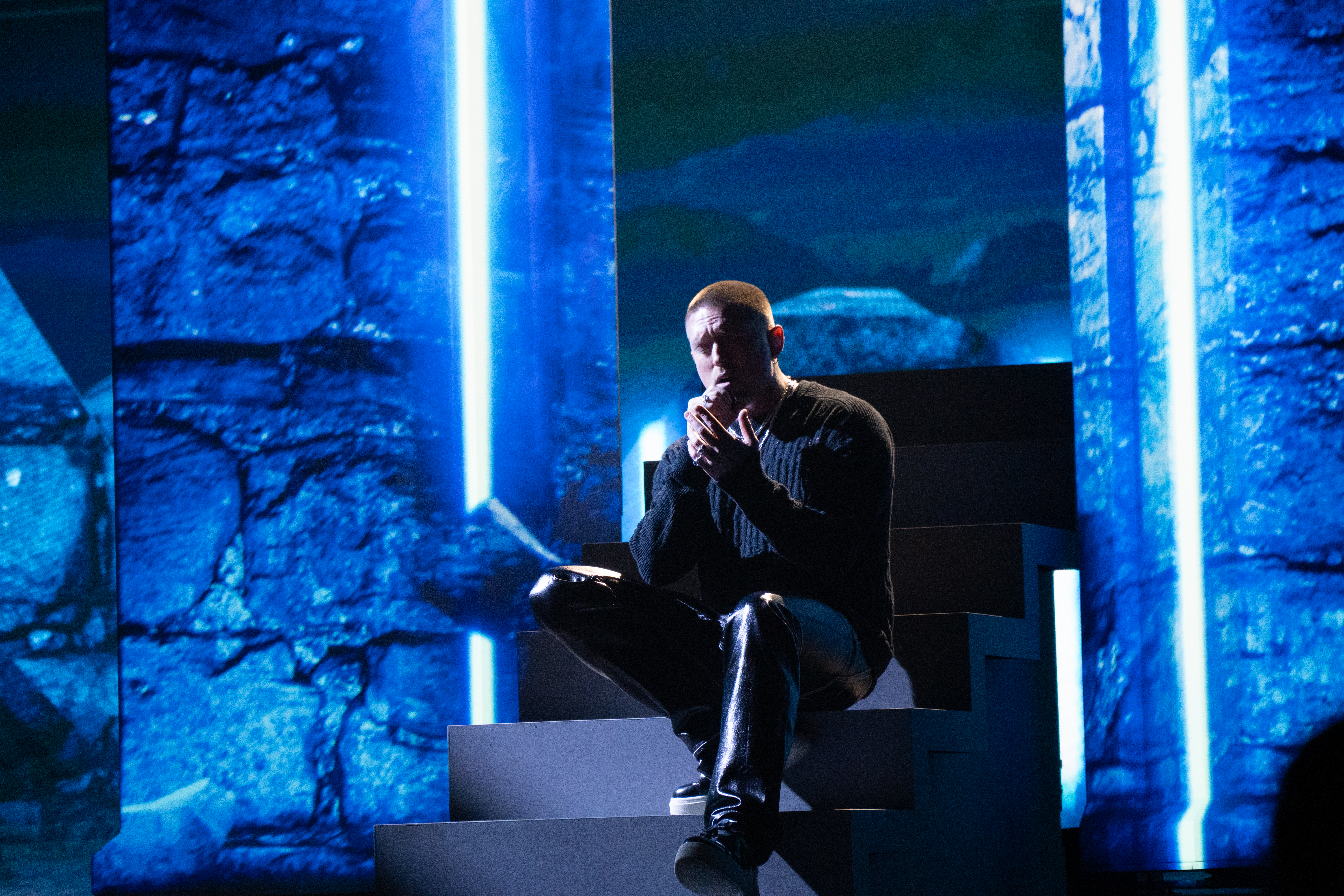
Денні Сауседо

## Рейтинги
| Шоу        | Дата           | Глядачів | Глядачів   | Глядачів | Дж.    |
| Шоу        | Дата           | ТВ (млн) | Частка (%) | Онлайн   | Дж.    |
| ---------- | -------------- | -------- | ---------- | -------- | ------ |
| Півфінал 1 | 3 лютого 2024  | 2,771    | 76.7       | 381 130  | [ 24 ] |
| Півфінал 2 | 10 лютого 2024 | 2,838    | 80.4       | 363 292  | [ 25 ] |
| Півфінал 3 | 17 лютого 2024 | 2,751    | 73.8       | 434 123  | [ 26 ] |
| Півфінал 4 | 24 лютого 2024 | 2,753    | 79.4       | 402 182  | [ 27 ] |
| Півфінал 5 | 2 березня 2024 | 2,627    | 76.1       | 408 813  | [ 28 ] |
| Фінал      | 9 березня 2024 | 2,841    | 72.2       | 560 627  | [ 22 ] |